# Guerre marcomanniche
Le guerre marcomanniche, o guerre marcomanne come sono state definite nella Historia Augusta, costituiscono un lungo periodo di conflitti militari combattuti dall'esercito romano contro le popolazioni germano-sarmatiche dell'Europa continentale (dal 167 al 189 circa), ma soprattutto un evento storico di fondamentale importanza poiché rappresentarono il preludio alle grandi invasioni barbariche del III-IV-V secolo.

## Contesto storico
Alla morte di Antonino Pio, l'Impero romano, ormai in pace da lungo tempo, subì una serie di attacchi contemporanei lungo molti dei suoi fronti. I Pitti nella Scozia premevano contro il vallo di Antonino, la Spagna subiva le continue scorrerie dei pirati mauri, mentre in Germania, tra l'alto Danubio ed il Reno, i Catti e i Cauci penetravano oltre le frontiere e lungo le coste, invadendo la Gallia Belgica e gli Agri Decumates. Il nuovo sovrano partico Vologese IV, divenuto re nel 148, occupava l'Armenia, ponendo sul suo trono il fratello Pacoro, per poi invadere la vicina provincia romana di Siria (161).
Sembrava di essere tornati al periodo delle grandi guerre dell'epoca di Traiano o di Augusto, mentre nell'Europa centro-orientale il mondo barbaro era scosso da forti agitazioni interne e da movimenti migratori tra le sue popolazioni che tendevano a modificare gli equilibri con il vicino mondo romano.
Nel II secolo d.C., all'interno e ai margini della massa germanica si erano verificati, infatti, movimenti e mescolanze di popoli, tanto da portare a trasformazioni di natura politica, con l'avvento di un fenomeno nuovo tra i Germani: interi popoli (come Marcomanni, Quadi e Naristi, Vandali, Cotini, Iazigi, Buri ecc.), sotto la pressione dei Germani Orientali (su tutti i Goti), furono costretti a ristrutturarsi e ad organizzarsi in sistemi sociali più robusti e permanenti, ovvero si raggrupparono in coalizioni ("confederazioni") di natura più che altro militare, con la conseguenza che il limes renano-danubiano finì per essere sottoposto a una maggiore pressione. Tale trasformazione fu anche, se non soprattutto, indotta dalla vicinanza e dal confronto con la civiltà imperiale romana, le sue ricchezze, la sua lingua, le sue armi, la sua organizzazione. Fatto sta che alle tribù germaniche guerriere con capi eletti democraticamente tipiche dei secoli precedenti subentrarono coalizioni (come quella degli Alemanni, dei Franchi, etc.) rette da un'aristocrazia guerriera, prefigurazione della futura nobiltà feudale. Alla fine la pressione violenta di altri popoli migranti (Goti, Vandali, Sarmati) finì per costringere queste confederazioni di popoli confinanti con l'Impero Romano, che di fronte a loro non disponevano di ampi spazi su cui trasferirsi, a decidere di dare l'assalto direttamente alle province renano-danubiane.
I primi a muoversi, sul Danubio, furono i Marcomanni ed i Quadi. La loro offensiva fu facilitata anche dal fatto che i Romani avevano dovuto sguarnire buona parte del settore di Limes danubiano per il trasferimento in Oriente (per la guerra partica del 161-166) di una parte dei contingenti militari che difendevano il confine renano-danubiano. Fu così che, appena terminata la guerra partica, cominciava lungo la frontiera europea una nuova guerra contro le popolazioni germano-sarmatiche dell'Europa continentale, nota col nome di guerre marcomanniche.

## Forze in campo
Gli eserciti d'invasione furono numerosi nel corso di questo lungo periodo di guerre durato circa un ventennio. Uno di questi potrebbe essere stato descritto nel De munitionibus castrorum, che secondo recenti studi apparterrebbe proprio al periodo delle guerre marcomanniche. Ecco come ci viene descritto:
(De munitionibus Castrorum, 30.)
Vi erano poi tutta una serie di fortezze legionarie, forti e fortini ausiliari dislocati lungo l'intero fronte settentrionale (limes renano e limes danubiano), a supporto dell'armata d'invasione. Si trattava di un esercito che poteva contare su un numero di armati superiore alla metà dell'intero sistema difensivo romano. Qui di seguito trovate l'elenco dettagliato di come erano disposte le unità legionarie nel 172:
| N. fortezze legionarie | unità legionaria        | località antica    | località moderna    | provincia romana   |
| ---------------------- | ----------------------- | ------------------ | ------------------- | ------------------ |
| 1                      | Legio XXX Ulpia Victrix | Vetera             | Xanten              | Germania inferiore |
| 2                      | Legio I Minervia        | Bonna              | Bonn                | Germania inferiore |
| 3                      | Legio XXII Primigenia   | Mogontiacum        | Magonza             | Germania superiore |
| 4                      | Legio VIII Augusta      | Argentoratae       | Strasburgo          | Germania superiore |
| 5                      | Legio III Italica       | Castra Regina      | Ratisbona           | Rezia              |
| 6                      | Legio II Italica        | vicino a Lauriacum | Albing              | Norico             |
| 7                      | Legio X Gemina          | Vindobona          | Vienna              | Pannonia superiore |
| 8                      | Legio XIV Gemina        | Carnuntum          | Petronell-Carnuntum | Pannonia superiore |
| 9                      | Legio I Adiutrix        | Brigetio           | Komárom             | Pannonia superiore |
| 10                     | Legio II Adiutrix       | Aquincum           | Budapest            | Pannonia inferiore |
| 11                     | Legio IIII Flavia Felix | Singidunum         | Belgrado            | Mesia superiore    |
| 12                     | Legio VII Claudia       | Viminacium         | Kostolac            | Mesia superiore    |
| 13                     | Legio XIII Gemina       | Apulum             | Alba Iulia          | Tre Dacie          |
| 14                     | Legio V Macedonica      | Potaissa           | Turda               | Tre Dacie          |
| 15                     | Legio I Italica         | Novae              | Svištov             | Mesia inferiore    |
| 16                     | Legio XI Claudia        | Durostorum         | Silistra            | Mesia inferiore    |

## Cronologia delle guerre

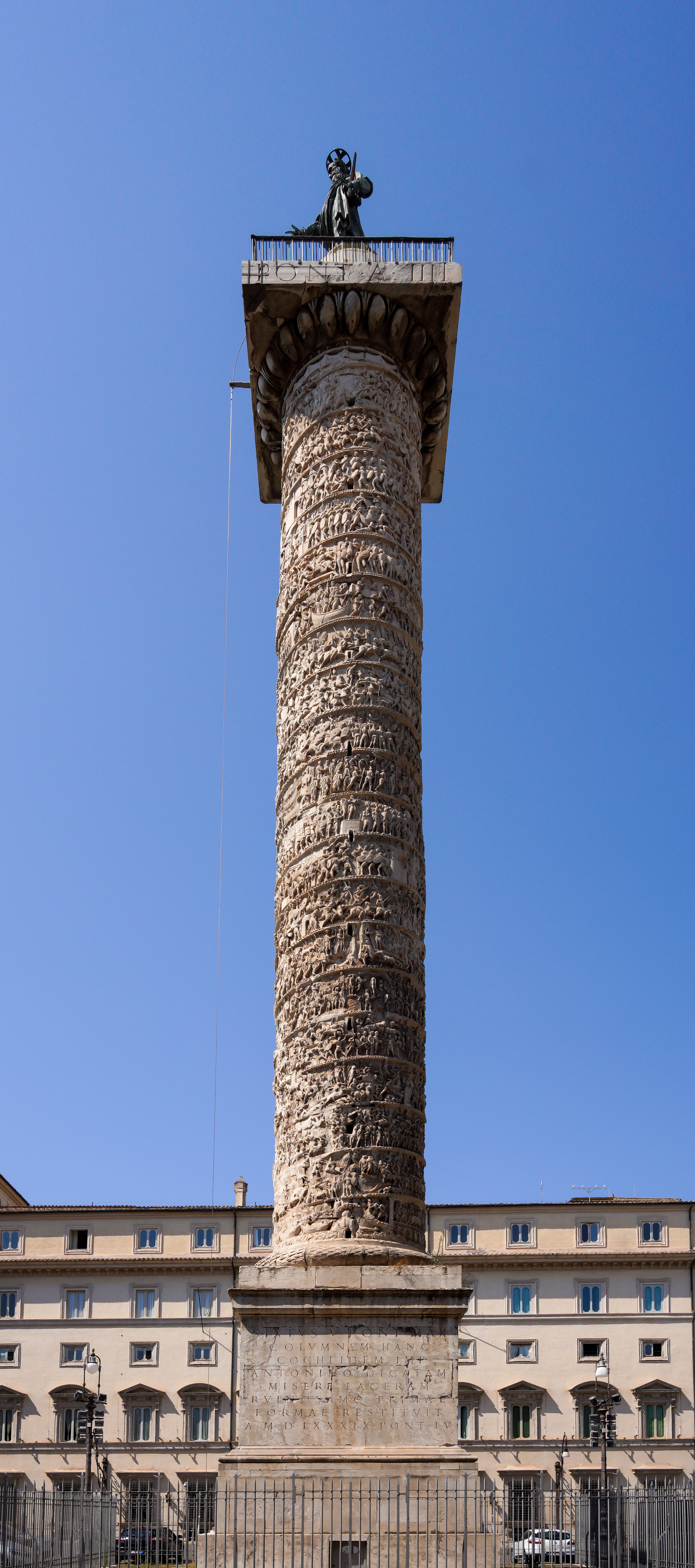
La Colonna di Marco Aurelio con la rappresentazione delle guerre marcomanniche

### Prime penetrazioni dei barbari (166-167)
La Historia Augusta scrive che «mentre si combatteva ancora la guerra partica, scoppiò la guerra con i Marcomanni…». Le guarnigioni del Danubio erano state gravemente indebolite con lo spostamento di una parte dell'esercito legionario ed ausiliario in Oriente. Gli eserciti erano stremati: 4 lunghi anni di guerre nelle aride pianure della Mesopotamia e la peste ne avevano ridotto pesantemente gli effettivi.
Sul finire del 166, un gruppo di tribù della Germania settentrionale invadeva la Pannonia superiore. Si trattava di 6 000 armati tra Longobardi ed Osii, che grazie all'acquiescenza dei Quadi, avevano potuto attraversare le loro terre ed invadere i territori romani. I barbari erano, però, intercettati da alcune unità di fanteria e di cavalleria nella zona di Brigetio-Arrabona (l'attuale Győr), battuti e ricacciati nelle loro terre. Gli invasori erano stati respinti ancor prima che potessero arrecare danni all'interno della provincia.
In seguito a questi eventi ben 11 tribù (tra cui Marcomanni, Longobardi, Osii, Vandali Victuali, Quadi, Naristi, Cotini, ecc.) mandarono i loro messaggeri a Iallo Basso, governatore della Pannonia superiore, per chiedere la pace, scegliendo come loro portavoce il re dei Marcomanni, un certo Ballomar.

Gli ambasciatori dei barbari riuscirono ad ottenere la pace con Roma e tornarono nelle loro terre. La situazione sembrava tornare alla calma. Anche se questa apparente pace poteva destare dei sospetti in Marco Aurelio.
Sempre nel corso del 167, i Sarmati Iazigi sfondavano il limes dacico (forse insieme ad alcune tribù di Vandali), e battevano l'esercito romano accorrente lungo la frontiera occidentale della provincia della Dacia superiore, causando la morte dell'allora governatore di provincia, un certo Calpurnio Proculo. Fu per questi motivi che la legio V Macedonica, appena tornata dalle campagne orientali, veniva trasferita dalla vicina Mesia inferiore (posizionata a Troesmis, attuale Iglita), in Dacia nei pressi di Potaissa (attuale Turda).
| Monetazione del 166-167 | Monetazione del 166-167 | Monetazione del 166-167                                                                                 | Monetazione del 166-167                                                                                 | Monetazione del 166-167 | Monetazione del 166-167 | Monetazione del 166-167                                      |
| Immagine                | Valore                  | Dritto                                                                                                  | Rovescio                                                                                                | Datazione | Peso; diametro          | Catalogazione                                                |
| ----------------------- | ----------------------- | --- | --- | --- | ----------------------- | ------------------------------------------------------------ |
|                         | aureo                   | M ANTONINVS AVG ARM PARTH MAX, testa laureata verso destra di Marco Aurelio con corazza e paludamentum; | TR P XXI IMP IIII COS III, la Vittoria che avanza verso sinistra, tiene una corona ed un ramo di palma. | 167; potrebbe trattarsi del primo episodio di sfondamento del limes danubiano, a cui parteciparono 6 000 tra Longobardi e Osii, oppure della fine delle campagne partiche di Lucio Vero. | 20 mm, 7.27 gr, 11 h;   | RIC Marcus Aurelius, III 174; MIR 18, 149-2/37; Calicó 1995. |

### Prima spedizione germanica (168)

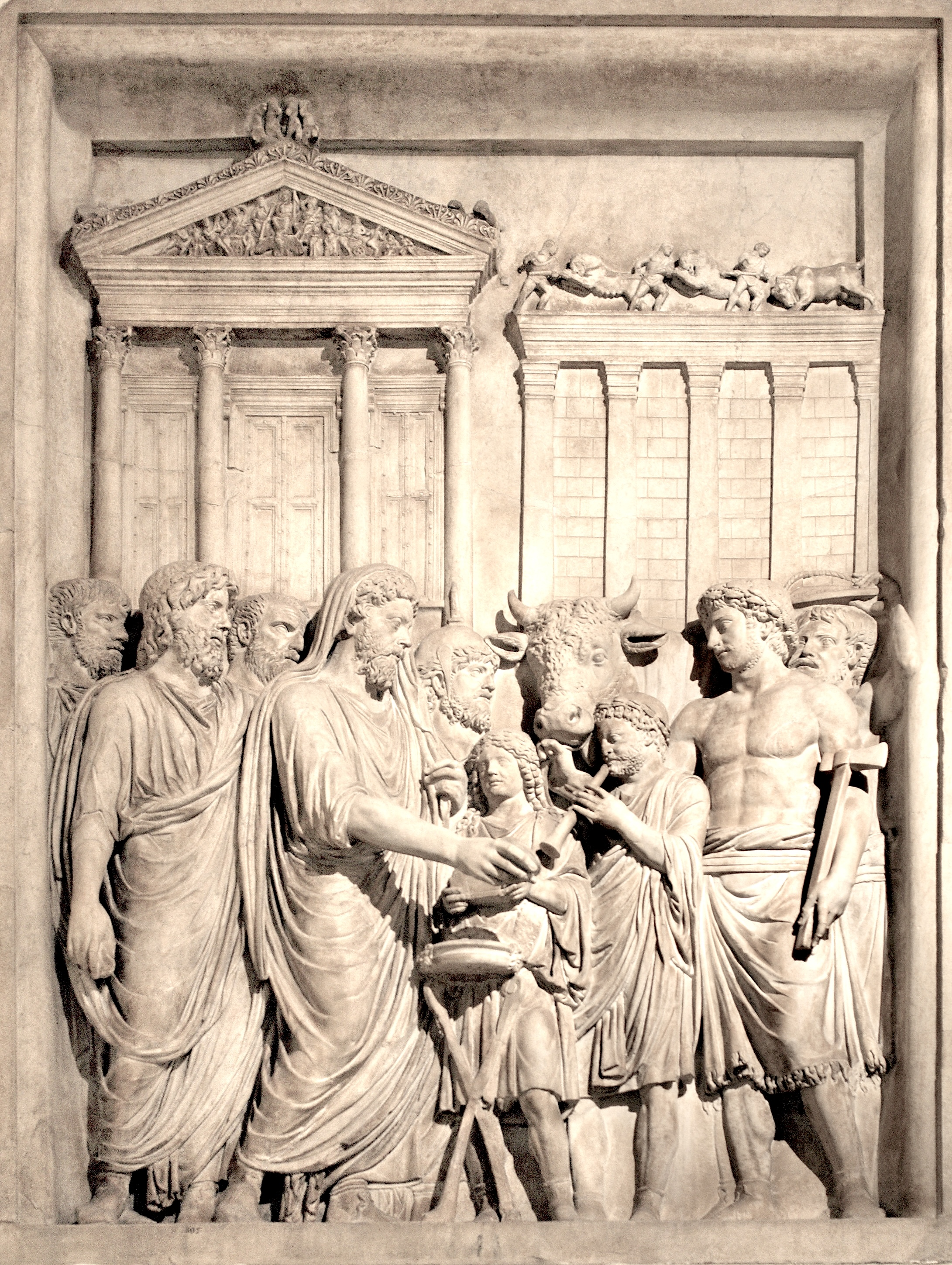
Marco Aurelio compie sacrifici propiziatori in vista dell'imminente campagna militare contro Marcomanni, Quadi e Iazigi (Musei Capitolini).

La pace che era stata concordata l'anno prima con i barbari non lasciava però tranquillo Marco Aurelio che decise di recarsi di persona (insieme al fratello adottivo e co-reggente Lucio Vero) lungo il limes pannonico per controllare quali fossero le reali intenzioni dei barbari. I due imperatori attraversarono le Alpi e si fermarono a Carnuntum, base della Legio XIIII Gemina e quartier generale del governatore della Pannonia superiore.
Nel corso di quest'anno i Marcomanni ed i Vandali Victuali avevano provocato disordini ovunque lungo la frontiera settentrionale. La Historia Augusta racconta che la maggior parte dei re si ritirarono con i loro popoli, ed uccisero i promotori della ribellione, chiedendo perdono per aver rotto il trattato di pace. Gli stessi Quadi non avrebbero riconosciuto alcun re senza il beneplacito dei due imperatori.
A Lucio Vero sembrava fosse più che sufficiente, egli non vedeva l'ora di far ritorno a Roma. Del resto, era stato assente dalla capitale per tanti anni a causa delle guerre partiche appena concluse e di cui era stato il comandante in capo. Egli riuscì a convincere il fratello, Marco, a tornare ad Aquileia per l'inverno ora che la situazione sembrava tornata sotto controllo. Nel corso di questi primi anni di guerra Marco potrebbe aver iniziato a scrivere i Colloqui con sé stesso, unica opera pervenutaci dell'"imperatore filosofo". Opera che pur non raccontando in modo evidente le guerre di questi anni, comunica al lettore tutto il disagio di Marco Aurelio uomo, in relazione ad eventi tanto infausti.

### Guerra contro gli Iazigi (169-170)
Erano gli inizi del 169 quando Lucio Vero fu colpito da infarto, a soli due giorni di viaggio da Aquileia, lungo la strada che conduceva da Concordia Sagittaria ad Altino. I due imperatori avevano deciso di far ritorno a Roma, dietro le insistenti pressioni del fratello Lucio, che moriva tre giorni dopo. Marco Aurelio era così costretto a tornare a Roma per le esequie del fratello.
Il grosso dell'esercito, anche in mancanza dei due imperatori, potrebbe essersi andato a concentrare lungo i confini della piana del Tisza. Marco voleva punire i Sarmati per aver compiuto, l'anno precedente, un'incursione nella provincia della Dacia, ora che aveva concluso trattati di pace con le popolazioni suebe (Quadi, Marcomanni e Naristi) che gravitavano lungo i confini del medio Danubio.
Il conflitto sarmatico si rivelò molto difficile per i Romani, costretti a lasciare sul campo di battaglia altri due governatori delle tre Dacie: Calpurnio Agricola e Claudio Frontone, mentre solo con la fine dell'anno, Marco fu in grado di raggiungere il fronte in questione, accompagnato dal nuovo genero Claudio Pompeiano (nominato primo consigliere militare), che aveva sposato di recente la figlia Lucilla, vedova di Lucio Vero.
| Monetazione del 169-170 | Monetazione del 169-170 | Monetazione del 169-170                                                    | Monetazione del 169-170 | Monetazione del 169-170 | Monetazione del 169-170 | Monetazione del 169-170                                    |
| Immagine                | Valore                  | Dritto                                                                     | Rovescio | Datazione               | Peso; diametro          | Catalogazione                                              |
| ----------------------- | ----------------------- | -------------------------------------------------------------------------- | --- | ----------------------- | ----------------------- | ---------------------------------------------------------- |
|                         | sesterzio               | M ANTONINVS AVG TR P XXIIII, testa laureata verso destra di Marco Aurelio; | Profectio di Marco Aurelio a cavallo, con in mano una lancia, che avanza verso destra, preceduto da un soldato romano e seguito da tre. | 170                     | 29 mm, 25.04 gr;        | RIC Marcus Aurelius, III 977; MIR 18, 191-6/30; Cohen 502. |

### Grande invasione germanica (170)

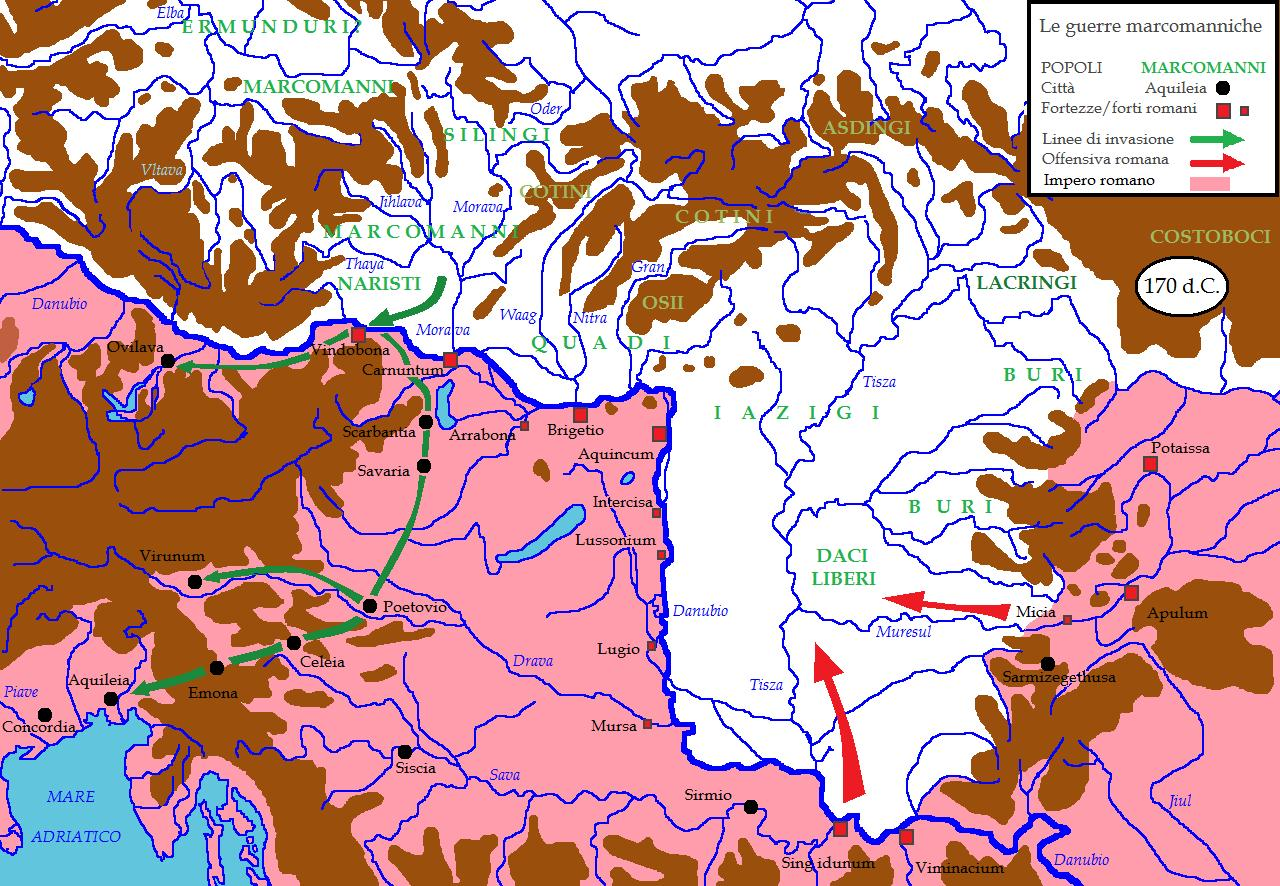
Guerre marcomanniche: lo sfondamento del limes danubiano da parte della coalizione germanica capeggiata da Quadi e Marcomanni (nel 170).

All'inizio dell'anno era annunciata la profectio dell'imperatore, appena giunto lungo il limes pannonicus poco prima di cominciare una nuova campagna in territorio nemico. Sembra che nella primavera di quest'anno, mentre Marco Aurelio lanciava una nuova e massiccia offensiva romana al di là del Danubio in territorio sarmata contro gli Iazigi (dal latino expeditio sarmatica), una grossa coalizione di tribù germaniche, capeggiata da Ballomar, re dei Marcomanni, sfondava il limes pannonico e batteva un esercito di 20 000 armati in una località che si presume sia stata lungo la cosiddetta via dell'Ambra, forse nei pressi di Carnuntum. L'ondata barbara si riversava sia nel vicino Norico compiendo incursioni fino ad Ovilava, mentre il ramo più numeroso discendeva, appunto, la "via dell'ambra"; percorreva la Pannonia e, passando per Savaria, Poetovio ed Emona, giungeva nell'Italia settentrionale, arrivando ad assediare Aquileia e distruggendo Opitergium.
L'invasione delle popolazioni suebe costrinse Marco Aurelio a far ritorno in tutta fretta in Italia, poiché gli invasori erano riusciti a penetrare nel cuore dell'Impero, mentre il grosso delle forze romane era impegnato in un altro settore del Limes. Le popolazioni germaniche erano state abili nello scegliere il momento opportuno per sferrare l'attacco. Ancora una volta Marco Aurelio scelse come suo principale collaboratore, Tiberio Claudio Pompeiano, a cui fu affidato il compito di bloccare l'invasione dell'Italia e ripulirne i territori circostanti, e Pertinace (il futuro imperatore) il migliore tra i suoi principali assistenti. Aquileia fu liberata dopo uno scontro sul suolo italico, dove i Romani ottennero una determinante vittoria sui Germani.

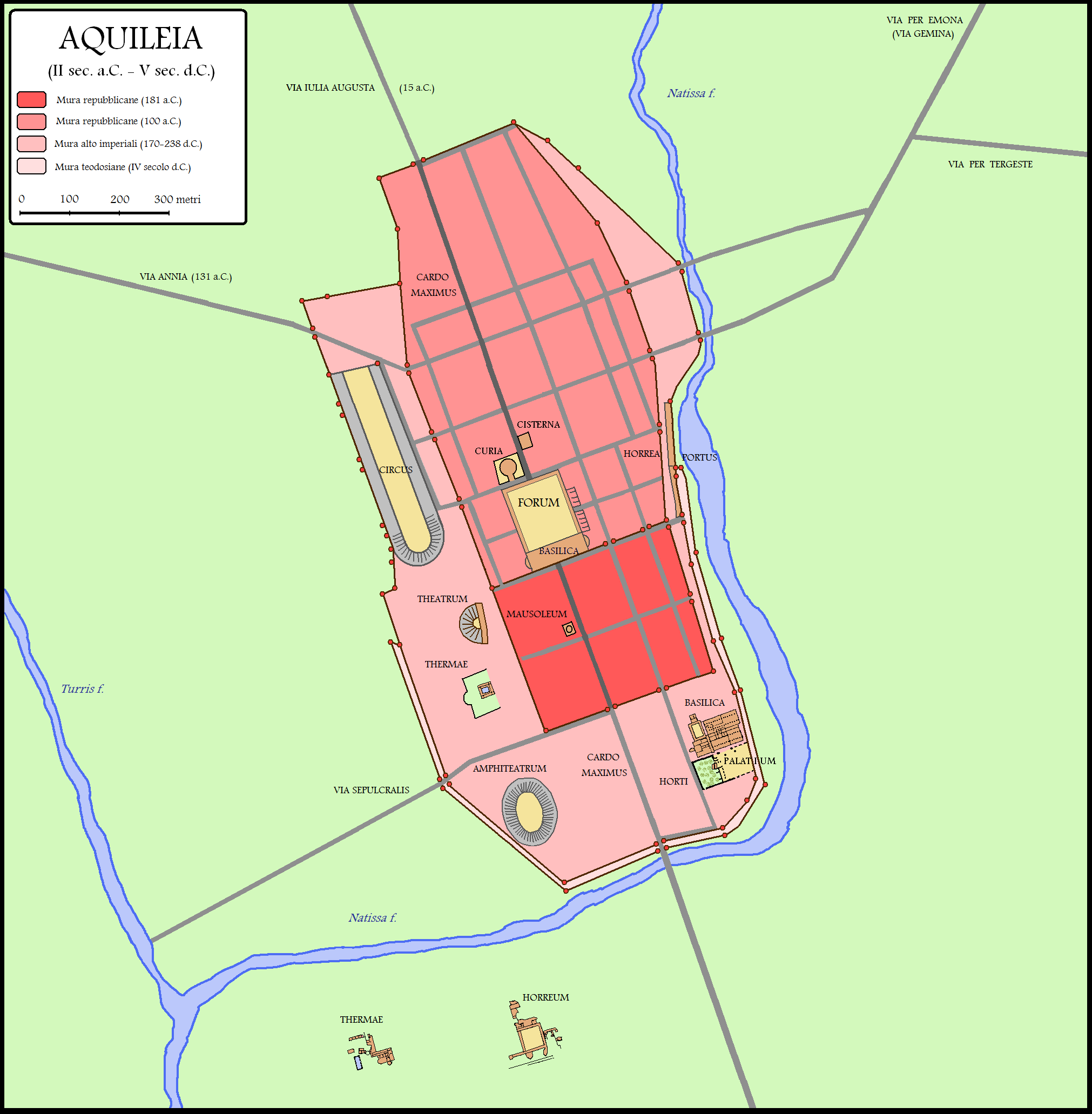
L'antica città romana di Aquileia fu assediata dalla coalizione germanica nel 170.

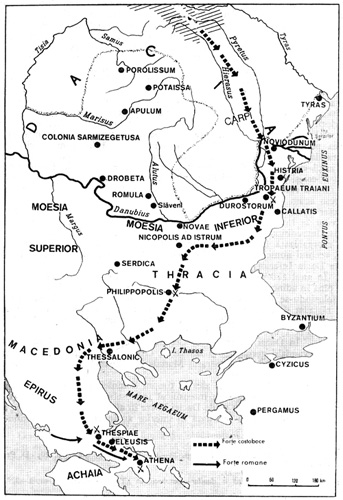
L'invasione dei Costoboci del 170.

Sempre nel corso del 170, nuove forze barbare piombavano nei Balcani e, dopo aver portato devastazione nelle province di Mesia inferiore, Tracia e Macedonia, raggiungevano l'Acaia fino al santuario di Eleusi (20 km ad ovest di Atene), dove distruggevano il tempio dei Misteri. Si trattava dei Costoboci, un popolo di origine incerta che viveva a nord-est della Dacia. Ma il raid dei Costoboci si dimostrava meno importante rispetto all'invasione dell'Italia. Si racconta che nel 170-171 alcune bande di questo popolo furono intercettate ed annientate nei pressi di Scupi dalla Cohors II Aureliae Dardanorum, di nuova costituzione.
E ancora il legato della legione di Mogontiacum (Magonza), Didio Giuliano (futuro imperatore), respingeva una nuova incursione di Catti (forse alleati con gli Ermunduri), mentre i Cauci portavano devastazione lungo il litorale della Gallia Belgica.
Costretto a contrastare i barbari invasori in più zone del Limes, Marco Aurelio fu costretto a creare ex novo un grande distretto militare ai confini nord-orientali dell'Italia: la cosiddetta praetentura Italiae et Alpium, al fine di prevenire nuove possibili invasioni di genti germaniche sul suolo italico. Essa comprendeva le Alpi Giulie, ampie zone delle province di Raetia, Pannonia e Noricum. Il comando del distretto fu affidato a Q. Antistius Adventus, militare di carriera di origine africana, consul suffectus nel 166-167, che ricoprì la carica di legatus Augusti ad praetenturam Italiae et Alpium expeditione Germanica. Marco sapeva che Marcomanni e Quadi ormai costituivano il principale avversario da combattere. I Sarmati Iazigi della piana ungherese potevano aspettare.
Sembra che questo primo inverno lo trascorse in Pannonia, probabilmente già a Carnuntum, da dove riorganizzò l'intero limes danubiano e le alleanze con le popolazioni barbare, come ci racconta Cassio Dione Cocceiano:
(Cassio Dione Cocceiano, Storia romana, LXXII, 12.)

### Offensiva romana e sottomissione della Marcomannia (171-174)

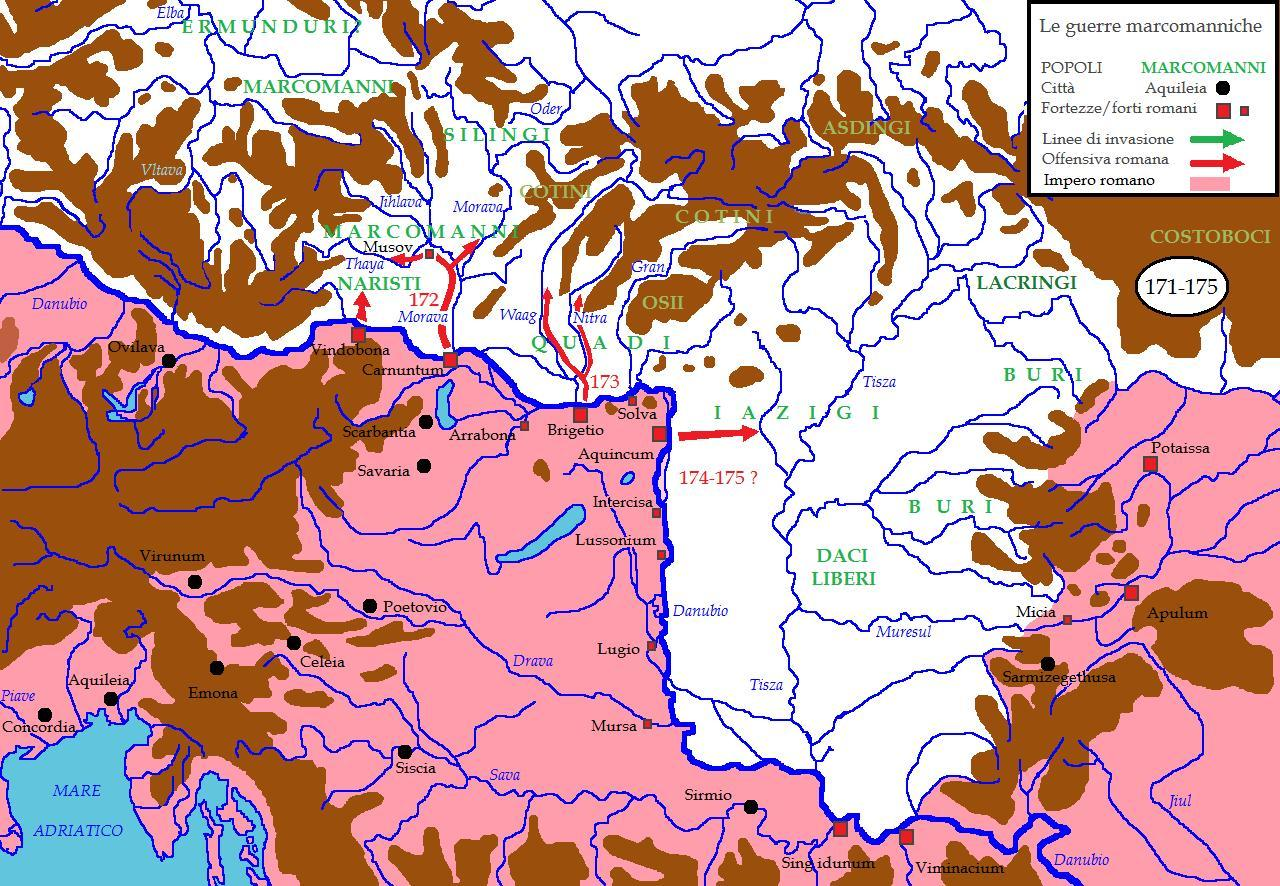
Guerre marcomanniche, 171-175

Gli invasori germani, finalmente, furono presi in trappola mentre stavano cercando di attraversare il Danubio carichi di bottino, per far ritorno nelle loro terre. Rezia, Norico e Pannonia erano state liberate definitivamente dopo duri e ripetuti scontri nel corso di oltre un anno di guerra. La data dell'11 giugno potrebbe testimoniarne la sua conclusione, forse perché questo stesso giorno di ogni anno per molti decenni successivi, sia a Carnuntum (sede del governatore della Pannonia superiore) sia ad Aquincum (sede del governatore della Pannonia inferiore), venivano fatte offerte a Giove in segno di ringraziamento.
I leader degli Asdingi, Raus e Raptus, nel 171 chiesero il permesso per entrare nella Dacia Trajana per stabilirvisi. Gli Asdingi avevano già attraversato i Carpazi verso sud durante la guerre marcomanniche.
Nel corso di questi anni di guerra i Romani, grazie anche all'imponente Classis Pannonica, che permetteva il trasporto e l'approvvigionamento delle armate di terra, risalirono i fiumi della futura provincia di Marcomannia:
- Morava (o March), Thaya, Dyje e Jihlava, a nord della fortezza legionaria di Carnuntum;
- Nitra, Waag (o Vah) a nord della fortezza legionaria di Brigetio;
- e Hron (dal latino "Granua") a nord del forte di Solva.

Essi riuscirono, quindi, ad occupare buona parte dei territori a nord del Danubio, sottomettendo totalmente le popolazioni abitanti l'odierna Moravia e Bassa Austria (Naristi, Marcomanni e Cotini), confinanti con la provincia romana della Pannonia superiore.

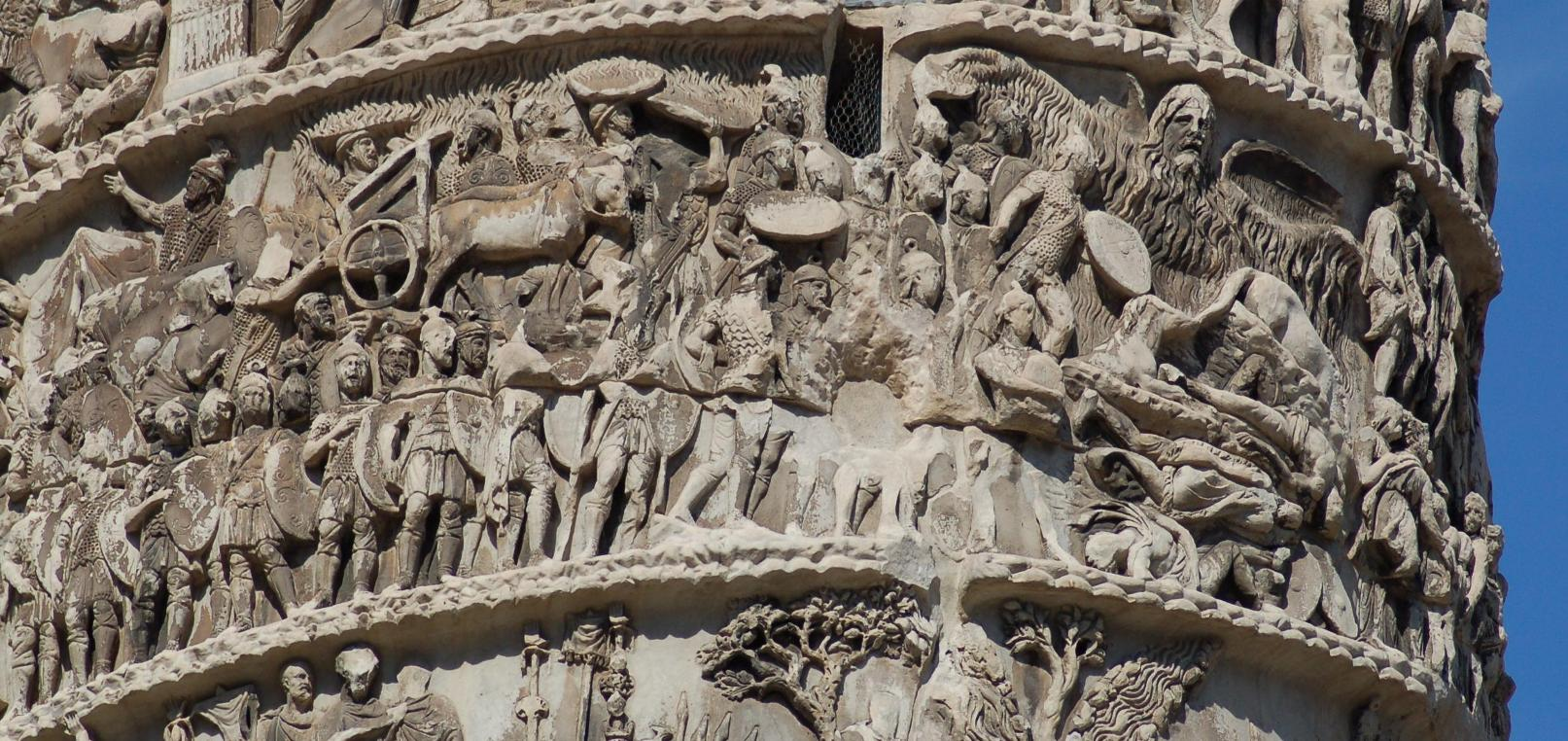
L'episodio della "pioggia miracolosa" che coinvolse la legio XII Fulminata durante le guerre marcomanniche, è raffigurata sulla Colonna.

I Quadi, al contrario, che occupavano l'attuale Slovacchia si dimostrarono i più ostili da assoggettare, poiché tentarono più volte di sottrarsi al giogo romano. Alla fine, anche loro furono costretti a capitolare ed il loro re, Ariogeso, fu mandato da Marco Aurelio in esilio ad Alessandria d'Egitto.
Marco Aurelio riceveva per questi successi il titolo di “Germanicus” nel 172. Fu acclamato Imperator due volte: nel 171 e nel 174, mentre le monete del 172 riportavano la legenda Germania subacta ("Germania soggiogata"). Cassio Dione riferiva che «Marco Aurelio riuscì a sottomettere i Marcomanni… dopo molti e duri scontri…».
È da attribuirsi a questi anni il famoso episodio della “pioggia miracolosa” rappresentato nella scena numero 16 della Colonna. Cassio Dione ricorda che i Romani, ormai accerchiati dai Quadi, logorati dal caldo e dalla sete, erano stati salvati dalla pioggia e dalle preghiere dei soldati cristiani. E secondo la storiografia dell'epoca, la legione coinvolta in questo episodio era la Legio XII Fulminata proveniente da Melitene in Cappadocia.
Attorno al 173 fu la volta della popolazione dei Naristi a chiedere di essere accolta all'interno dei confini imperiali:
(Cassio Dione Cocceiano, Storia romana, LXXII, 21.)
Con Marcomanni, Quadi e le altre popolazioni limitrofe, come i Naristi, vennero siglati trattati di pace che imponevano loro severe restrizioni come la consegna di ostaggi, l'obbligo di lasciar libera la sponda a nord del Danubio per 10 miglia romane, il fornire truppe alleate ai Romani ed il dover subire un "controllo a distanza" dei propri territori (come ad esempio nella zona di Mušov, nell'attuale Repubblica Ceca).
| Monetazione degli anni 171-174 | Monetazione degli anni 171-174 | Monetazione degli anni 171-174                                            | Monetazione degli anni 171-174                                                                   | Monetazione degli anni 171-174 | Monetazione degli anni 171-174 | Monetazione degli anni 171-174                       |
| Immagine                       | Valore                         | Dritto                                                                    | Rovescio                                                                                         | Datazione                      | Peso; diametro                 | Catalogazione                                        |
| ------------------------------ | ------------------------------ | ------------------------------------------------------------------------- | ------------------------------------------------------------------------------------------------ | ------------------------------ | ------------------------------ | ---------------------------------------------------- |
|                                | sesterzio                      | M ANTONINVS AVG TR P XXVI, testa laureata verso destra di Marco Aurelio;  | GERMANIA SVBACTA IMP VI COS III S C, la Germania seduta sulla destra ai piedi di un trofeo.      | 172/173                        | 28 mm, 22.64 gr;               | RIC Marcus Aurelius, III, 1054.                      |
|                                | sesterzio                      | M ANTONINVS AVG TR P XXVII, testa laureata verso destra di Marco Aurelio; | VICT / GERMA / IMP.VI / COS III / S C, iscrizione su quattro righe all'interno di una ghirlanda. | 172/173                        | Orichalcum, 29.14 gr 12 h;     | RIC Marcus Aurelius, III, 1090; BMC 1455; Cohen 995. |

### Ripresa della guerra contro gli Iazigi (174-175)

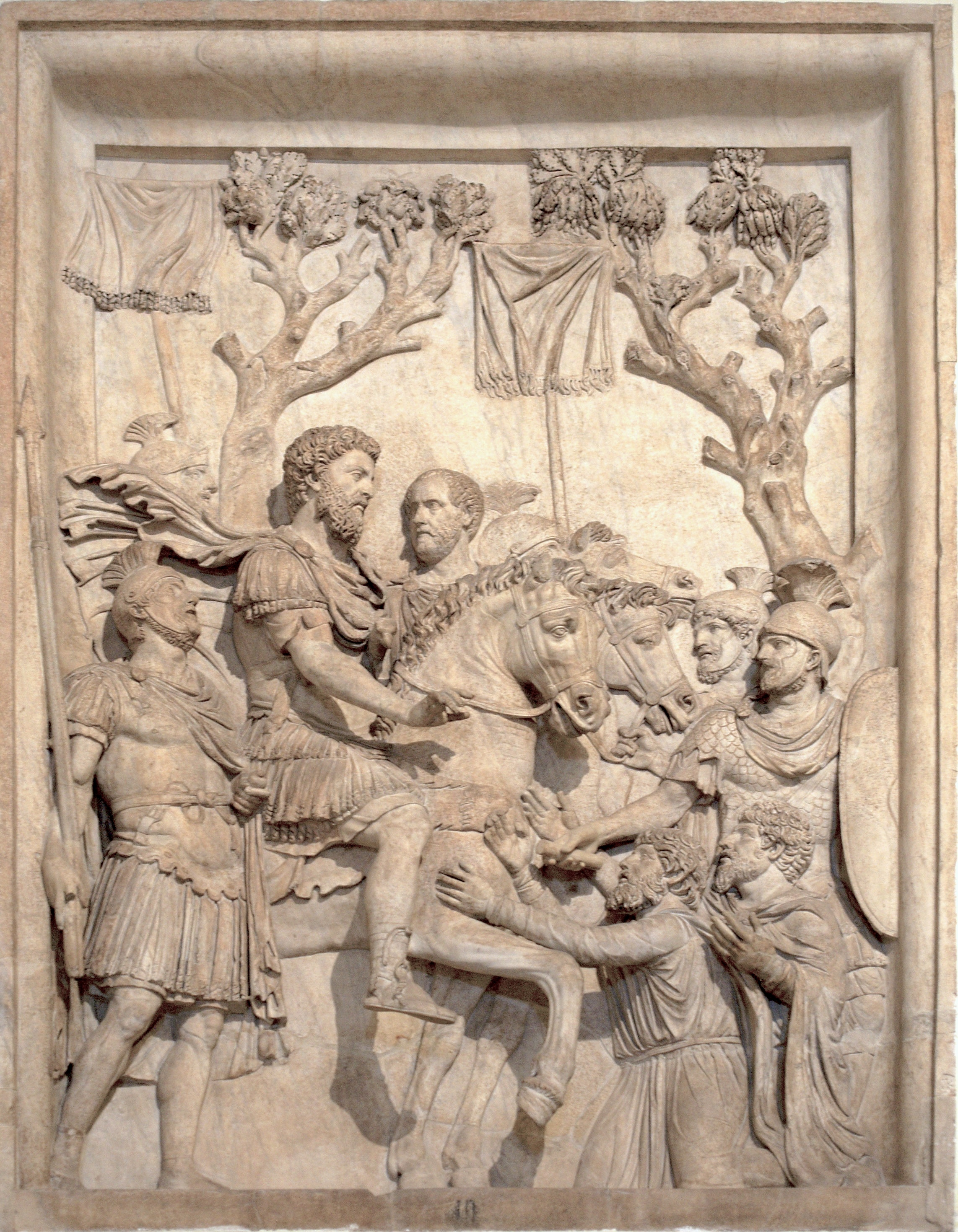
Uno dei tre pannelli provenienti dai Musei Capitolini in Roma, raffigurante l'imperatore Marco Aurelio a cavallo e due barbari ai suoi piedi in segno di sottomissione.

Marco Aurelio voleva ora battere i Sarmati Iazigi della piana del Tibisco e vendicare l'onta dell'invasione del 168. La guerra contro le tribù germaniche degli anni precedenti ne aveva solo ritardato i piani.
Dopo una serie di combattimenti favorevoli ai Romani, una parte degli Iazigi chiese la pace. La guerra continuò per un altro anno fino a quando anche il secondo re sarmata fu costretto ad implorare la resa.
Le condizioni di pace sono riportate da Cassio Dione, il quale racconta che agli Iazigi fu imposto:
(Cassio Dione Cocceiano, Storia romana, LXXII, 16.)
Una nuova campagna contro le popolazioni della piana del Tibisco doveva essere iniziata da poco nel 175, quando a Marco giunse la triste notizia che Avidio Cassio, governatore di Siria, si era ribellato e autoproclamato imperatore col supporto di buona parte delle province orientali. Marco Aurelio fu costretto ad abbandonare la guerra contro gli Iazigi e le popolazioni della piana della Tibisco e recarsi in Oriente per affrontare Avidio Cassio e metter fine alle sue pretese al trono.
La rivolta di Avidio Cassio sospendeva per la seconda volta la guerra contro le popolazioni sarmatiche e suebe. La Historia Augusta ricorda, infatti, che Marco avrebbe desiderato fare della Marcomannia e della Sarmazia due nuove province, ma l'impero non era abbastanza forte e se Avidio Cassio non si era ribellato. Ma forse sarebbero stati necessari più anni di guerra.
La fortuna volle che pochi mesi dopo Avidio Cassio venisse ucciso da un centurione romano, rimasto fedele a Marco Aurelio, scongiurando così una probabile nuova guerra civile.

### Breve tregua e trionfo (176-177)

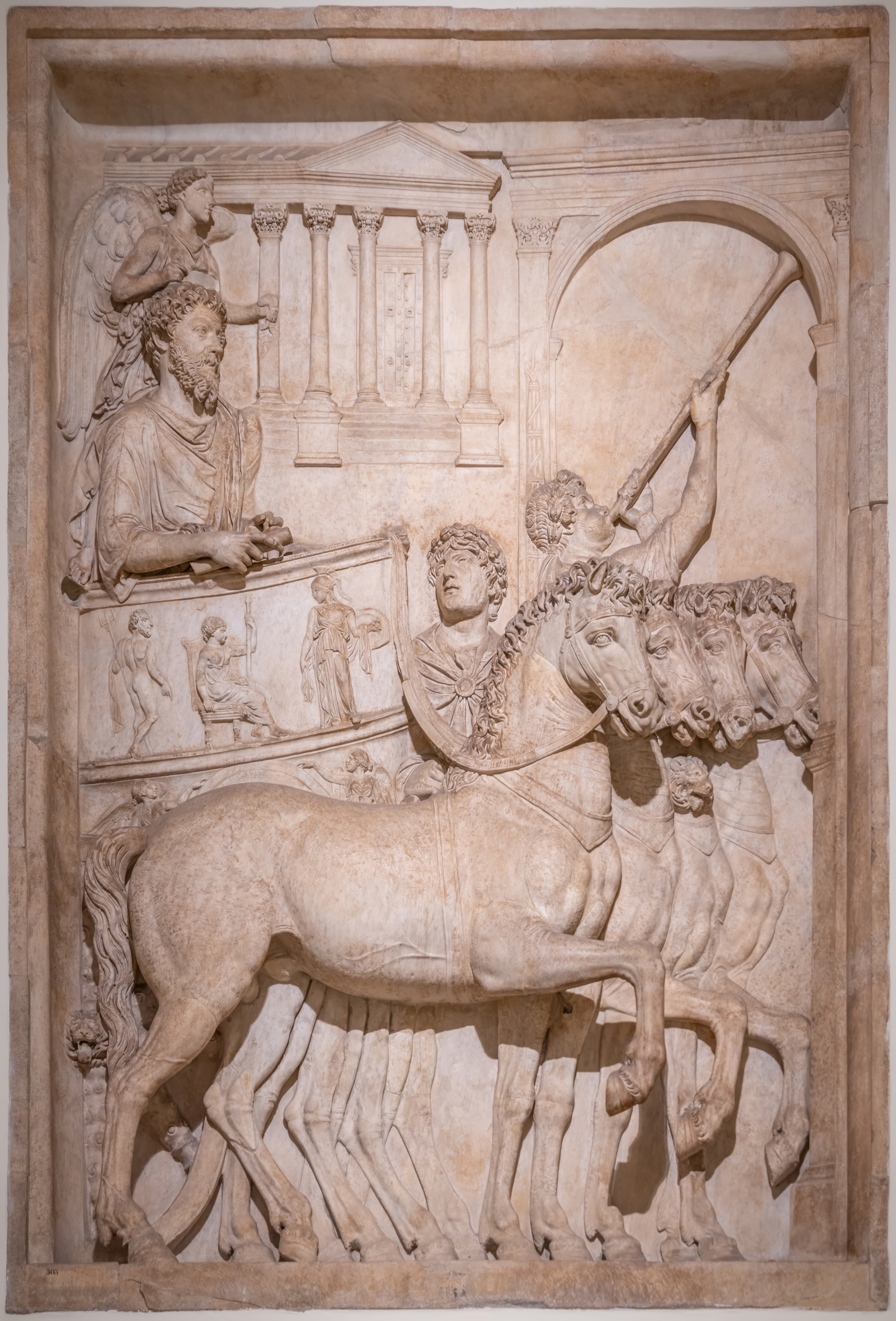
L'imperatore romano, Marco Aurelio, celebrò nel dicembre del 176 il trionfo per aver sottomesso Marcomanni, Quadi e Iazigi, ricevendo i cognomina ex virtute di Germanicus (172) e Sarmaticus (175).

Marco Aurelio, che aveva battuto tutti i popoli a nord del medio corso del Danubio, ottenne per decreto del Senato romano il meritato trionfo nel dicembre del 176, sulle genti barbare a nord del medio corso del Danubio (insieme al figlio Commodo, da poco nominato Augusto); in suo onore venne eretta all'imperatore una statua equestre (oggi in Campidoglio a Roma) ed un arco trionfale.
L'esistenza di un arco è ipotizzata sulla base di un ciclo di dodici rilievi (otto reimpiegati sull'arco di Costantino, tre conservati nel Palazzo dei Conservatori dei Musei Capitolini e un ultimo, scomparso, di cui resta un frammento oggi a Copenaghen). L'arco potrebbe essere sorto nei pressi della colonna di Marco Aurelio quale entrata monumentale al porticato circostante il monumento "colchide" e ad un tempio dedicato allo stesso imperatore ed alla moglie Faustina minore.
| Monetazione degli anni 176-177 | Monetazione degli anni 176-177 | Monetazione degli anni 176-177                                                                                | Monetazione degli anni 176-177 | Monetazione degli anni 176-177                                                                                        | Monetazione degli anni 176-177 | Monetazione degli anni 176-177                                                                  |
| Immagine                       | Valore                         | Dritto | Rovescio | Datazione | Peso; diametro                 | Catalogazione                                                                                   |
| ------------------------------ | ------------------------------ | --- | --- | --- | ------------------------------ | ----------------------------------------------------------------------------------------------- |
|                                | aureo                          | M ANTONINVS AVG GERM SARM, testa laureata verso destra di Marco Aurelio con corazza e paludamentum;           | TR P XXX IMP VIII COS III, la Felicitas in piedi verso sinistra, tiene in mano un caduceo ed uno scettro.                                        | 176; potrebbe celebrare la fine delle ostilità della prima fase (prima expeditio germanica) lungo il limes danubiano. | 20 mm, 7.33 g, 12h;            | RIC Marcus Aurelius, III 357 corr. (no P P); MIR 18, 322-2/35; Calicó 2017; BMCRE 674; Cohen -. |
|                                | sesterzio                      | M ANTONINVS AVG GERM SARM TR P XXXI, testa laureata a destra, busto con corazza e drappeggi di Marco Aurelio; | IMP VIII COS III P P, trofeo con le armi delle popolazioni germaniche sottomesse e la scritta sotto DE GERMANIS.                                 | coniato nel 177 dopo il trionfo del 176 e la vittoria sui Germani (Marcomanni e Quadi);                               | 31 mm, 28.62 gr;               | RIC Marcus Aurelius, III, 1184; MIR 18, 370-6/37; Banti 64.                                     |
|                                | aureo                          | IMP L AUREL COMMODUS AVG GERM SARM, testa laureata a destra di Commodo, busto con corazza e drappeggi;        | TR P II COS P P, trofeo con le armi delle popolazioni germaniche sottomesse e la scritta sotto DE GERM.                                          | coniato nel 177 dopo il trionfo del 176 e la vittoria sui Germani (Marcomanni e Quadi);                               | 7.21 gr, 6 h;                  | RIC Commodus, III 633 (M.Aurelius); MIR 18, 396-12/37; Calicó 2236.                             |
|                                | dupondio Æ                     | M ANTONINVS AVG GERM SARM TR P XXXI, testa con corona radiata verso destra di Marco Aurelio;                  | IMP VIII COS III PP, seduti due prigionieri sarmati Iazigi (un uomo ed una donna) legati ad un torfeo al centro; S C ai lati, in esergo DE SARM. | 177; trattasi dell'inizio della seconda fase delle ostilità (secunda expeditio germanica).                            | 24 mm, 12.28 gr, 11 h;         | RIC Marcus Aurelius, III 1188.                                                                  |

### Seconda spedizione in Marcomannia (178-179)

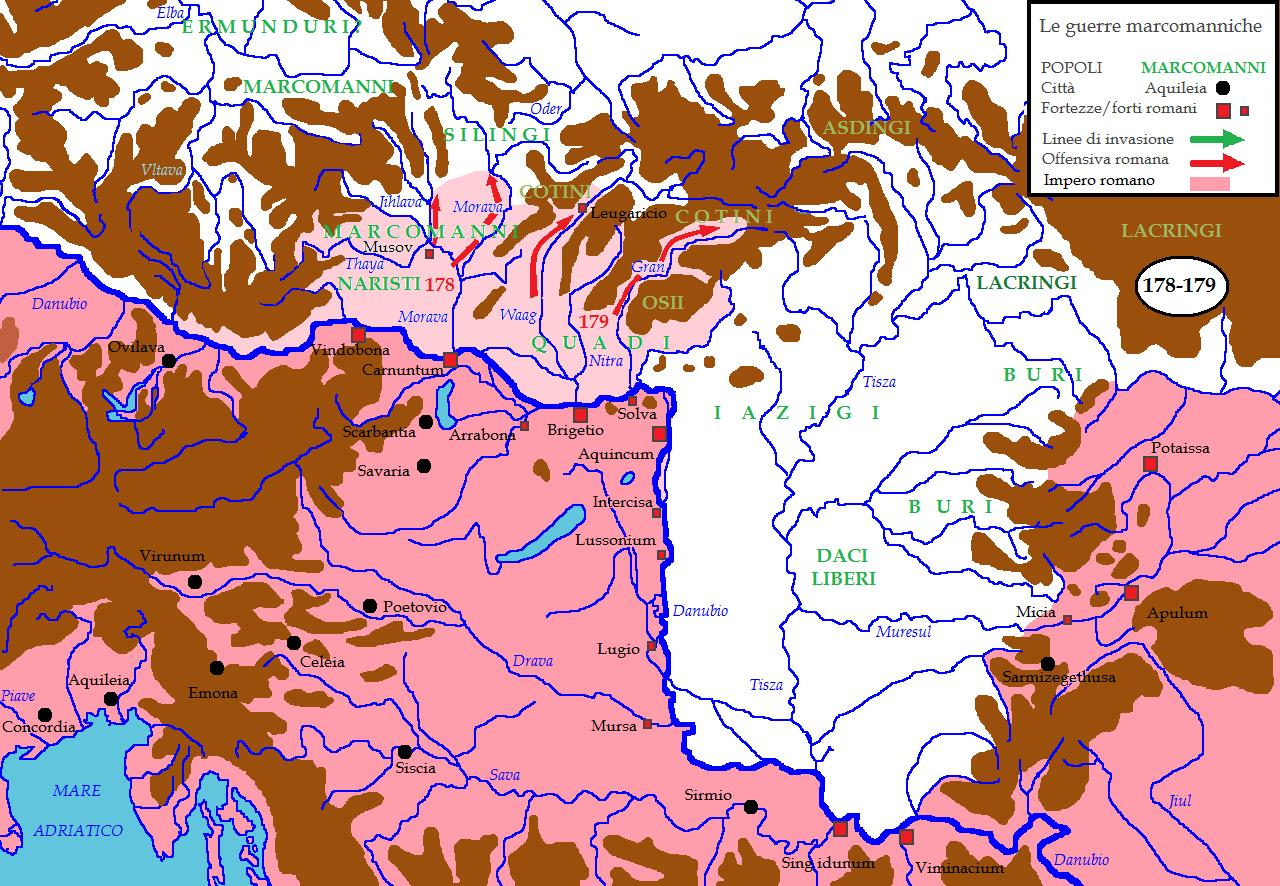
Guerre marcomanniche, 178-179

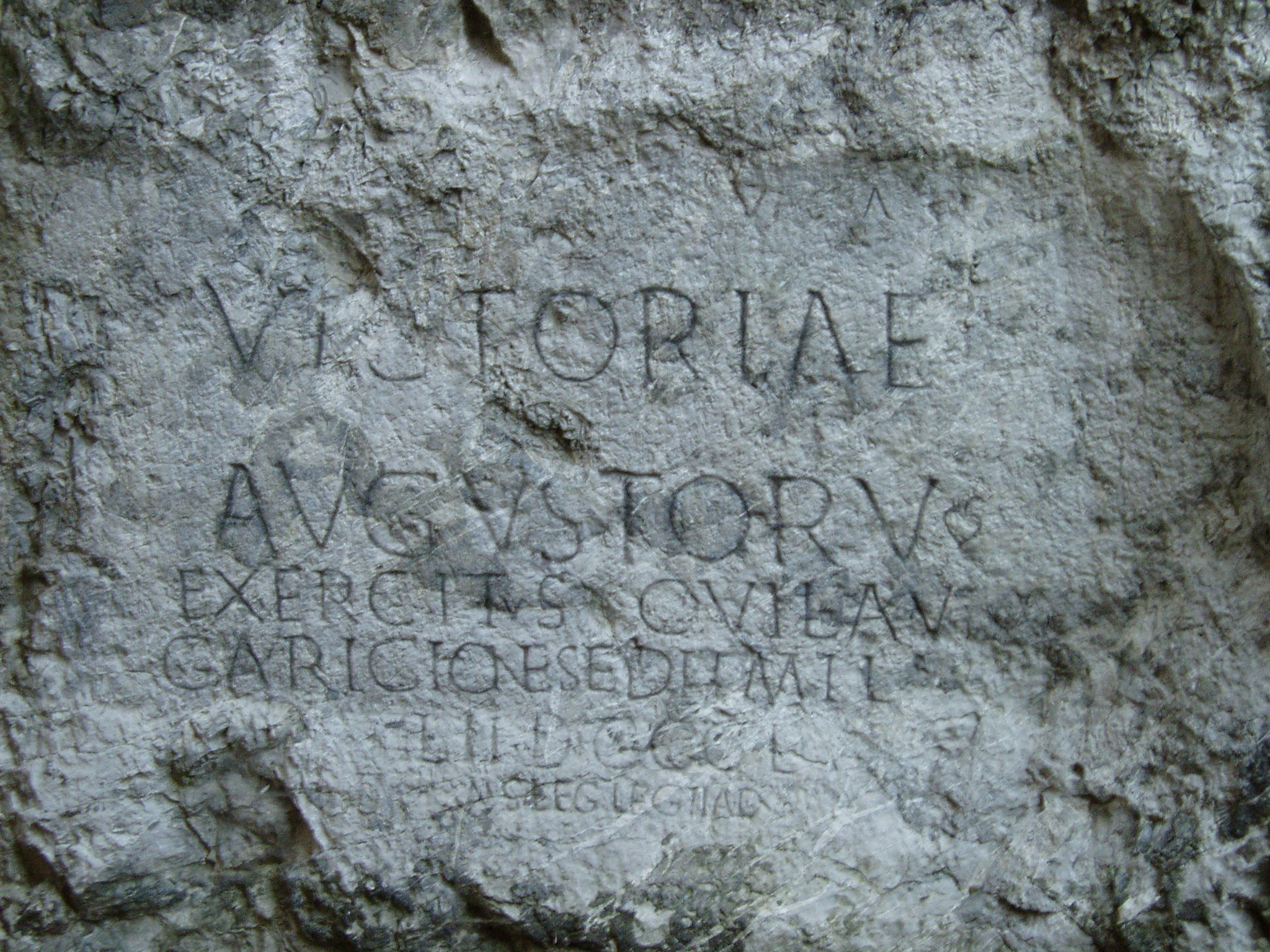
L'iscrizione romana di Marco Valerio Massimiano a Trenčín (Slovacchia)

I combattimenti ripresero già nella prima parte dell'anno 177. I Quadi, che da sempre si erano dimostrati i più restii ad accettare l'occupazione romana, potrebbero essere stati i primi a ribellarsi nuovamente, obbligando entrambi i governatori di Pannonia, superiore ed inferiore, a rimettere mano alle armi.
Marco Aurelio fu costretto a recarsi di persona lungo il fronte danubiano, alla fine dell'estate del 178, per cercare di portare a termine una guerra che si protraeva ormai da troppi anni; iniziò così la secunda expeditio germanica.
Marco deve aver raggiunto Carnuntum nella tarda estate del 178. Era intenzionato ad organizzare le terre a nord del tratto danubiano, da Vindobona ad Aquincum, nella nuova provincia di Marcomannia.
Per prima cosa procedette a sedare le rivolte tra Marcomanni e Naristi (178), l'anno successivo operò nel territorio dei Quadi, forse risalendo il fiume Granua (l'attuale Hron), e gli altri affluenti del Danubio, vie di comunicazione naturali per l'interno dei territori dei barbari. A questa spedizione risale l'iscrizione romana tuttora presente sulla roccia dove sorge il castello dell'odierna Trenčín (Slovacchia). L'iscrizione celebra la vittoria di Marco Aurelio e degli 855 soldati della legione II Adiutrix nella località chiamata Leugaricio, che rappresenta la prova della presenza militare romana più a settentrione nell'Europa centrale.
Sempre nel corso di questa secunda expeditio germanica il prefetto del pretorio, Tarutieno Paterno, impegnò il nemico per un'intera giornata (tanto era numeroso), riportando alla fine una vittoria risolutiva ai fini della guerra. Marco, per questi successi, veniva acclamato Imperator per la decima volta, meritandosi anche il titolo di Germanicus maximus.
La nuova provincia di Marcomannia era forse al principio di un'occupazione romana e forse in fase di nuova costituzione. Ora era necessario battere ancora una volta i Sarmati della vicina piana del Tisza, costringendoli una volta per tutte a deporre le armi e chiedere la pace. Ciò avrebbe permesso al Limes del medio corso del Danubio di tornare a respirare aria di pace.
Marco trasferiva, così, il proprio quartier generale lungo il fronte sarmatico per l'inverno del 179-180 (in Pannonia inferiore), ma a marzo, quando la nuova stagione di guerra stava per cominciare, Marco cadeva gravemente ammalato e moriva non lontano da Sirmio (17 marzo 180), come ci informa il contemporaneo Tertulliano nel suo Apologeticum. La Historia Augusta riferisce che, poco prima di morire, chiese al figlio Commodo di «non trascurare il compimento delle ultime operazioni di guerra».

### Commodo contro gli Iazigi (180-182/3)
L'offensiva da parte di Commodo in terra sarmata continuò. Neppure la morte dell'imperatore ritardò la progettata spedizione nella piana del Tisza. I Sarmati Iazigi (nuova expeditio sarmatica), i suebi Buri ("expeditio Burica"), i germani Vandali ed i Daci liberi, furono battuti più volte negli anni successivi. Commodo, che aveva deciso di abbandonare il teatro delle operazioni militari nell'ottobre del 180, contro il parere del cognato Claudio Pompeiano, lasciò che fossero i suoi generali (come Pescennio Nigro, Clodio Albino, il figlio di Tigidio Perenne e Valerio Massimiano per citarne alcuni) a portare a termine le operazioni di guerra.
E così, nel 180, al termine della prima campagna militare, dopo la scomparsa del padre, Marco Aurelio:
(Cassio Dione Cocceiano, Storia romana, LXXIII, 3.)

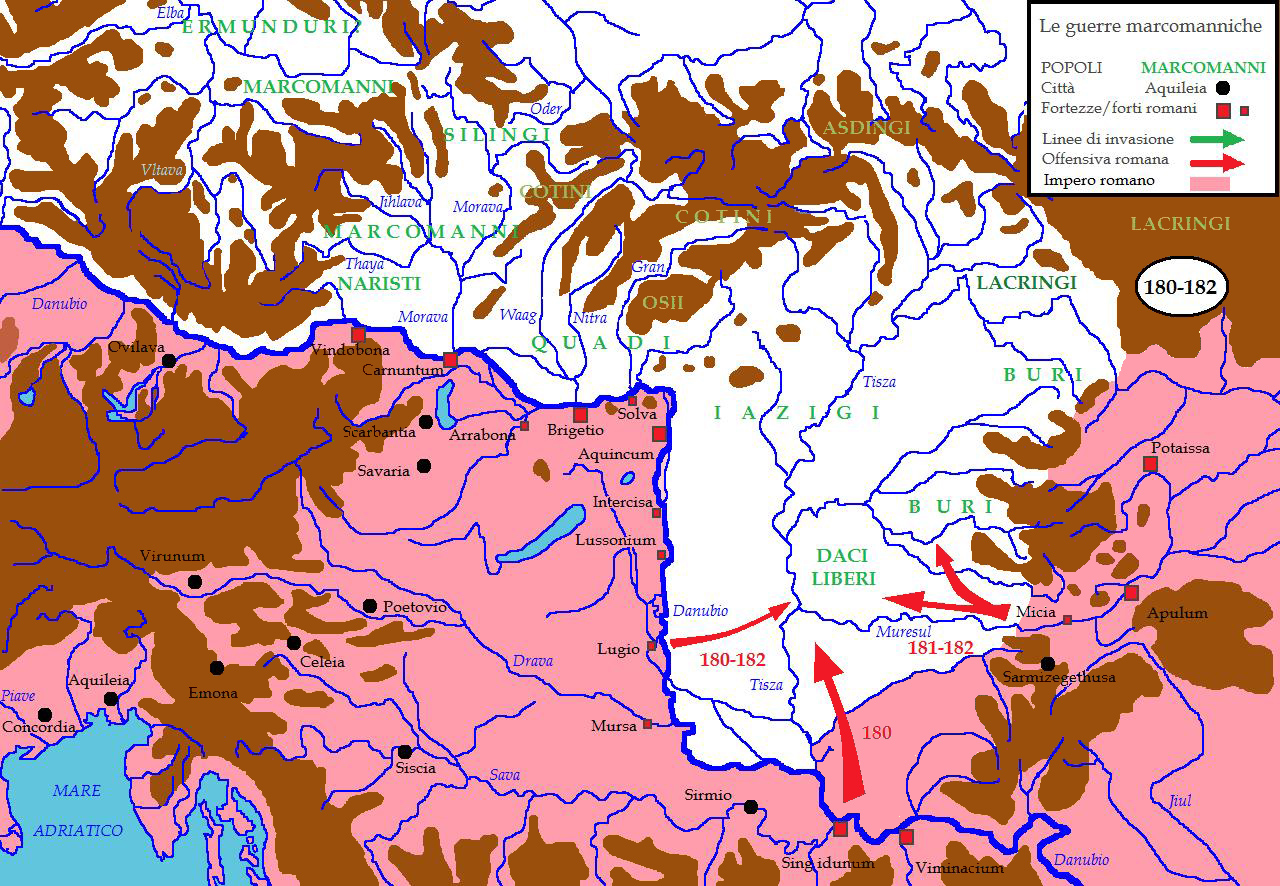
Guerre marcomanniche, 180-182

Dispose, infine, prima di rientrare a Roma, di abbandonare i territori della Marcomannia, certamente per meglio fronteggiare i vicini Iazigi, poiché le economie di forze degli eserciti romani messi in campo, non permettevano nuovi arruolamenti ed ulteriori dispiegamenti di truppe. Del resto potrebbe essersi reso conto che, il mantenere territori a nord del Danubio, avrebbe certamente causato dei danni economici all'economia dell'impero, come se n'era accorto in passato lo stesso Augusto, quando decise di abbandonare definitivamente i territori della Germania Magna dopo la disfatta di Teutoburgo del 9 d.C. Commodo aveva intuito che si trattava di territori ricoperti da foreste ed acquitrini. Una ragione più che valida per abbandonare i territori di Marcomanni e Quadi.
Ciò non significava che Marcomanni e Quadi fossero liberi di agire senza il consenso di Roma. In realtà queste popolazioni, insieme a Naristi e Cotini, costituivano una forma di "catena clientelare" posta a protezione dei confini danubiani.
L'obiettivo strategico finale di sottomettere al volere di Roma tutti i territori a nord del Danubio, rimase incompiuto, anche se molte di queste popolazioni mantennero fede ai patti di amicizia ed alleanza con il popolo romano per un trentennio, fino all'invasione degli Alemanni del 213 d.C.
Per queste vittorie Commodo ricevette una quarta ed una quinta acclamazione imperiale oltre al titolo onorifico di Germanicus et Sarmaticus Maximus e, probabilmente, decise l'inizio dei lavori della famosa Colonna di piazza Colonna a Roma per onorare il padre appena scomparso. Ed i lavori terminarono dopo una decina d'anni, poco prima della sua morte.
| Monetazione degli anni 180-182 | Monetazione degli anni 180-182 | Monetazione degli anni 180-182                                                                    | Monetazione degli anni 180-182 | Monetazione degli anni 180-182 | Monetazione degli anni 180-182         | Monetazione degli anni 180-182                        |
| Immagine                       | Valore                         | Dritto                                                                                            | Rovescio | Datazione | Peso; diametro                         | Catalogazione                                         |
| ------------------------------ | ------------------------------ | ------------------------------------------------------------------------------------------------- | --- | --- | -------------------------------------- | ----------------------------------------------------- |
|                                | Æ Sesterzio                    | DIVUS M ANTONINUS PIUS, testa di Marco Aurelio verso destra, ora divinizzato;                     | CONSECRATIO, una pira funeraria con quattro piani, ornati con statue e ghirlande, sormontata da una statua di Marco Aurelio su una quadriga. | 180 (celebra la morte di Marco Aurelio a Sirmium o a Vindobona lungo il limes danubiano)                                                 | 29.23 gr, 11 h (zecca di Roma antica); | RIC III 662 (Commodus); MIR 18, 487-6/10; Banti 53.   |
|                                | Æ asse                         | M COMMODVS ANTONINVS AVG, testa laureata di Commodo verso destra, busto con drappeggio e corazza; | TR P VI IMP IIII COS III P.P, Commodo su una quadriga trionfale verso sinistra, tiene uno scettro con un'aquila; in esergo S C.              | 181, Commodo viene acclamato imperator per la quarta volta, al termine della campagna militare in terra sarmatica del 180.               | 10.81 g, 6 h;                          | RIC III 319a; MIR 18, 499-9/30; BMCRE 469; Cohen 814. |
|                                | denario                        | M COMMODVS ANTONINUS AVG, testa laureata di Commodo verso destra;                                 | TR P VII IMP V COS III P P, Marte nudo che avanza verso destra, tiene una lancia di traverso e un trofeo sulla spalla sinistra.              | 182, Marte che avanza rappresenta la forza militare di Roma che attacca i barbari, in Sarmazia (più probabile) o in Britannia.           | 19 mm, 3.65 gr, 12 h;                  | RIC III 42; MIR 18, 551-4/30; BMCRE 92; RSC 842.      |
|                                | sesterzio                      | M COMMODVS ANTONINVS AVG, testa laureata di Commodo verso destra, busto con drappeggio e corazza; | TR P VI IMP VI COS IV P.P, Commodo su una quadriga trionfale verso sinistra, tiene uno scettro con un'aquila; in esergo S C.                 | 183, Commodo viene acclamato imperator per la sesta volta, al termine della campagna militare in terra sarmatica del 182 o in Britannia. | 10.81 g, 6 h;                          | RIC III 376; MIR 18, 564-6/30; Banti 471.             |

### Tertia expeditio germanica(189?)
La Historia Augusta riferisce, infine, di una terza spedizione germanica (189?) a cui però Commodo non prese parte, come sembra dimostrare la monetazione del periodo. Quadi e Marcomanni potrebbero essersi ribellati nuovamente, ma il pronto intervento dei governatori provinciali delle due Pannonie riuscì a sedare ogni possibile focolaio di rivolta. E Commodo, rimasto a Roma a godersi i giochi gladiatorii, potrebbe essersi accontentato della ottava acclamazione ad Imperator.
| Monetazione del 189 (?): tertia expeditio germanica et sarmatica | Monetazione del 189 (?): tertia expeditio germanica et sarmatica | Monetazione del 189 (?): tertia expeditio germanica et sarmatica                                    | Monetazione del 189 (?): tertia expeditio germanica et sarmatica                                                              | Monetazione del 189 (?): tertia expeditio germanica et sarmatica | Monetazione del 189 (?): tertia expeditio germanica et sarmatica | Monetazione del 189 (?): tertia expeditio germanica et sarmatica |
| Immagine                                                         | Valore                                                           | Dritto                                                                                              | Rovescio | Datazione | Peso; diametro                                                   | Catalogazione                                                    |
| ---------------------------------------------------------------- | ---------------------------------------------------------------- | --------------------------------------------------------------------------------------------------- | --- | --- | ---------------------------------------------------------------- | ---------------------------------------------------------------- |
|                                                                  | medaglione                                                       | IMP COMMODVS AVG PIVS FELI, testa laureata di Commodo verso destra, busto con drappeggio e corazza; | PM TR P XV IMP VIII, Commodo su una quadriga trionfale verso sinistra, tiene uno scettro con un'aquila; in esergo COS VI P.P. | 190, Commodo potrebbe aver trionfato per la terza volta contro le popolazioni di Sarmati e Germani (Quadi e Marcomanni), come la Historia Augusta ci racconta (tertia expeditio germanica). | 40 mm, 35.95 g;                                                  | Gnecchi 104, pl. 85, 2; Grueber p. 27, 31.                       |

### Rappresentazione delleguerre marcomanniche

#### In architettura e scultura
Marco Aurelio dispose, inoltre, che sempre nel foro di Traiano venissero innalzate statue in ricordo dei generali che per lui combatterono durante le guerre contro le popolazioni del nord.

Ritratti di personaggi dell'epoca
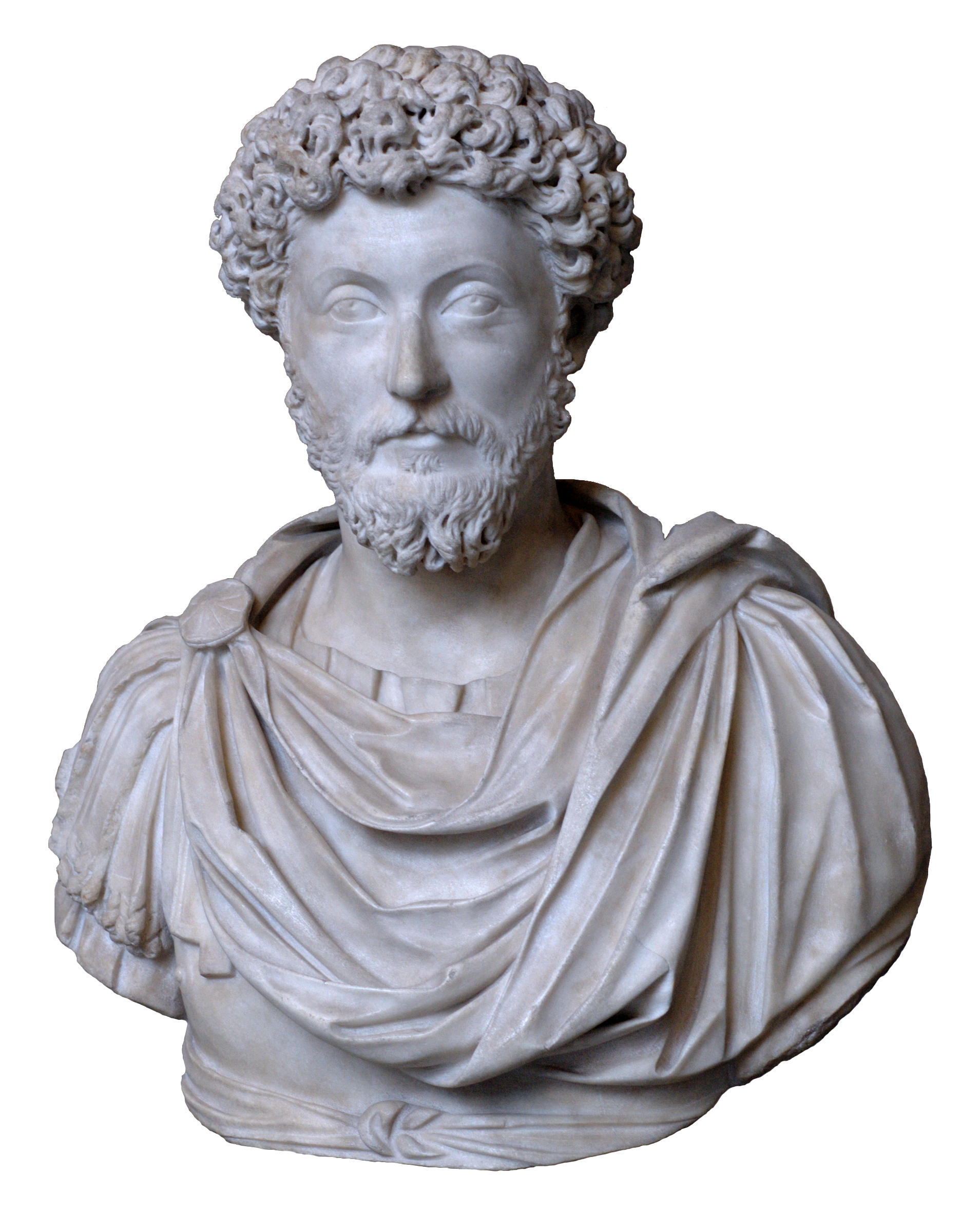
Ritratto di Marco Aurelio, morto il 17 marzo del 180.
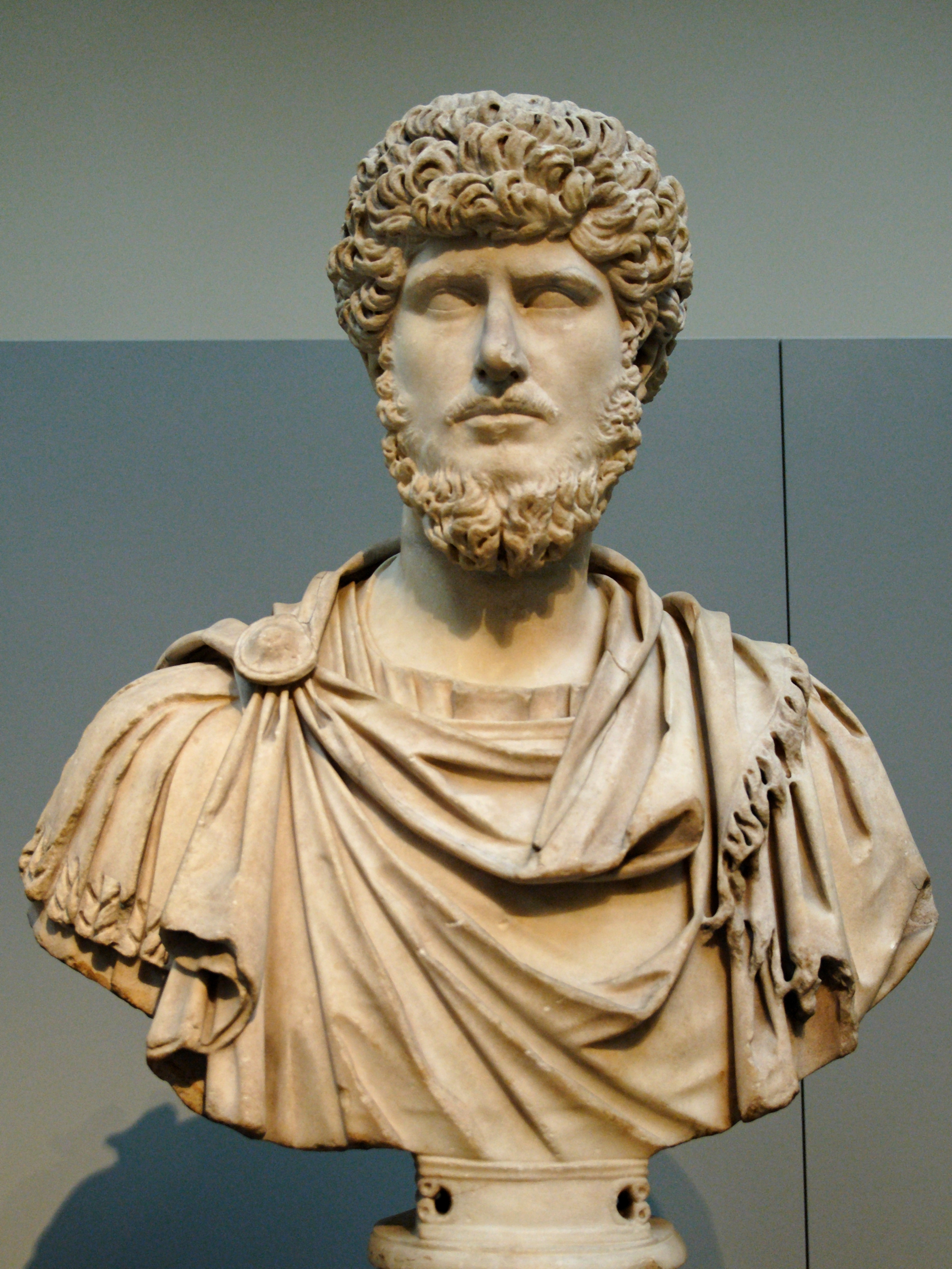
Ritratto di Lucio Vero, fratello di Marco, scomparso agli inizi del 169.
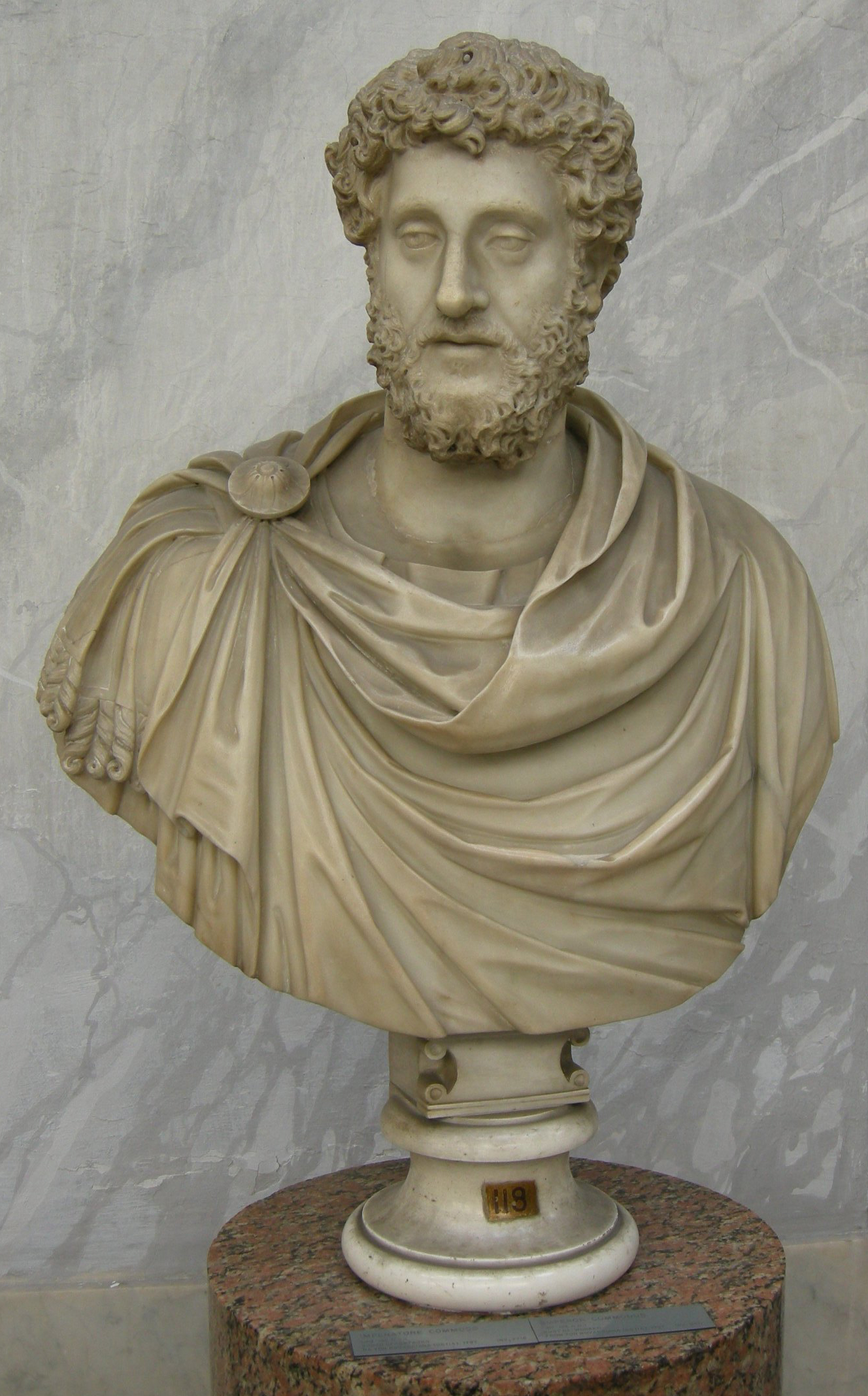
Ritratto di Commodo, che succedette al padre Marco nel 180 e regnò fino al capodanno del 192 (oggi conservato nel Museo Chiaramonti).
Tiberio Claudio Pompeiano (al centro dell'immagine), genero di Marco (sposò infatti Annia Aurelia Galeria Lucilla nel 169) dopo la scomparsa prematura di Lucio Vero.

Oltre a queste statue, numerosi furono i sarcofagi dell'epoca che raccontarono le gesta dei migliori generali dell'epoca impegnati nelle guerre lungo il limes danubiano.

Sarcofagi
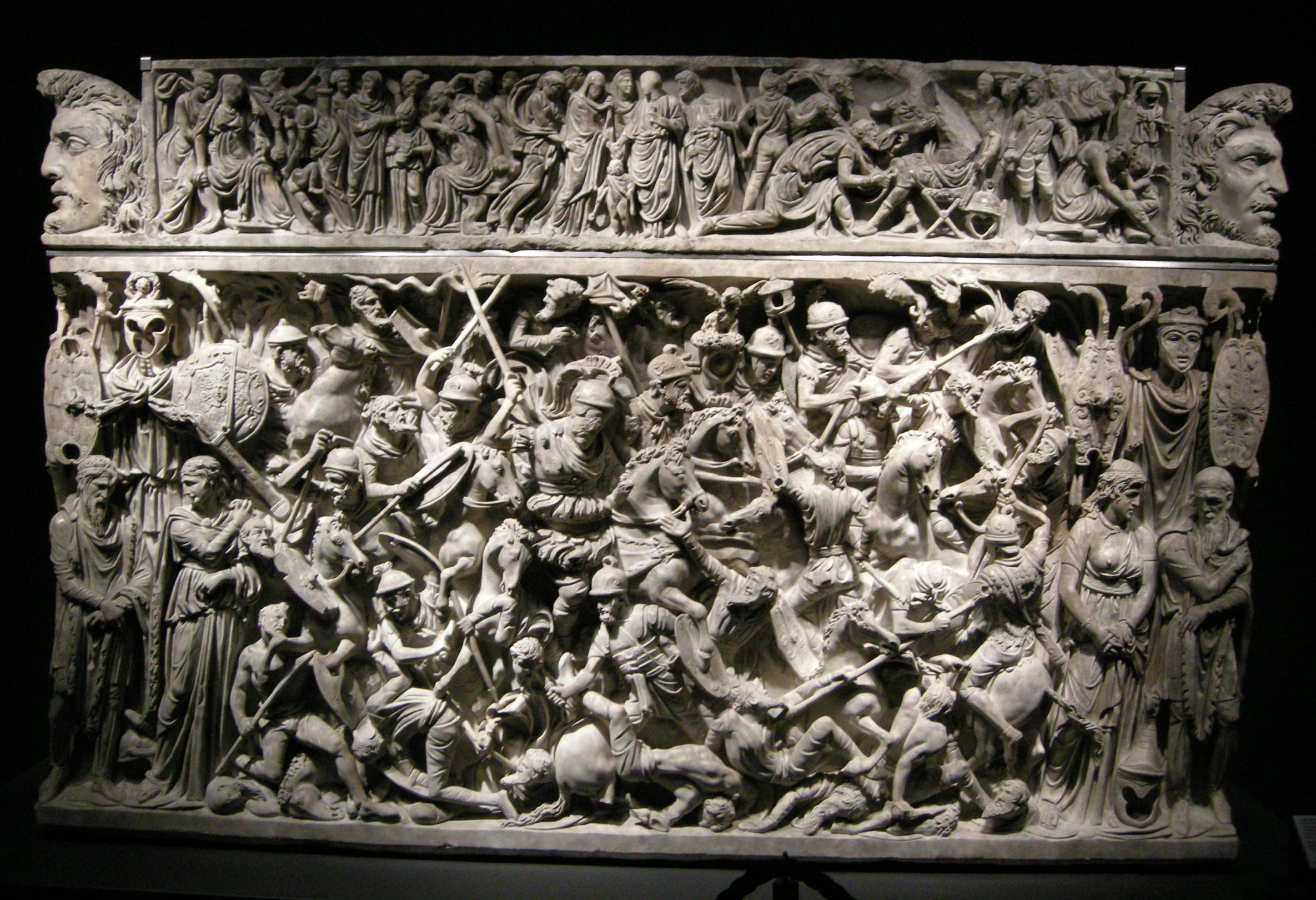
Il sarcofago di Portonaccio
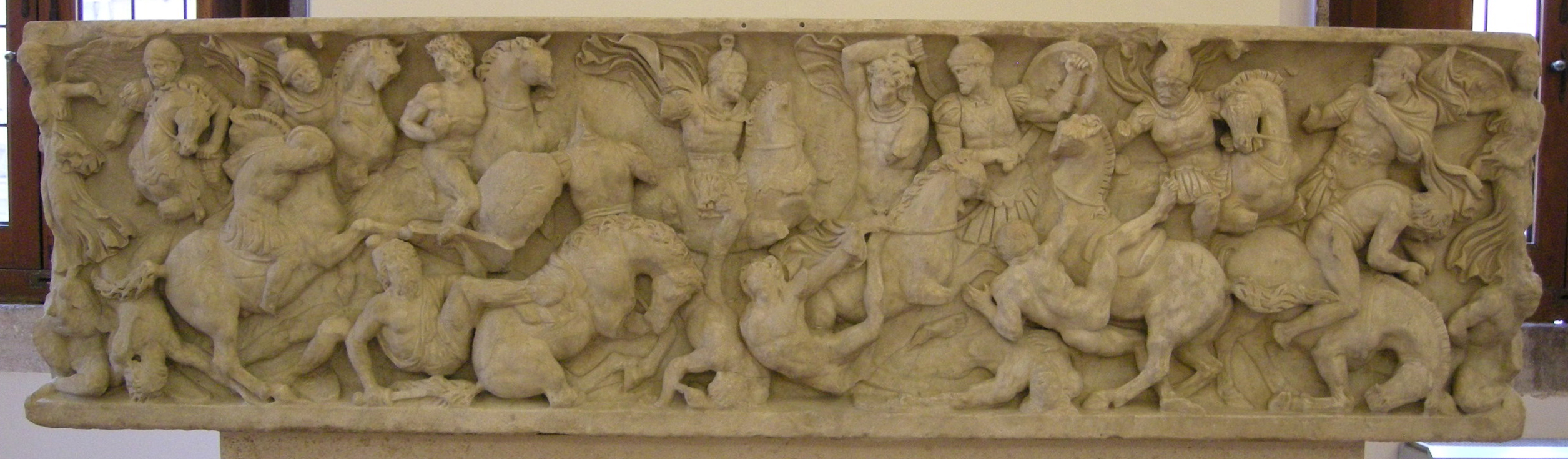
Il sarcofago Piccolo Ludovisi
Il sarcofago Amendola

A testimonianza di queste guerre fu fatta erigere dal Senato (o dal figlio Commodo) una colonna colchide che ne celebrasse le imprese militari (sull'esempio di quella di Traiano) e la cui costruzione fu realizzata in un periodo, attualmente discusso dagli studiosi moderni, compreso tra il 176 ed il 192.

La Colonna
Vista dettagliata ad alta risoluzione
Vista dettagliata ad alta risoluzione
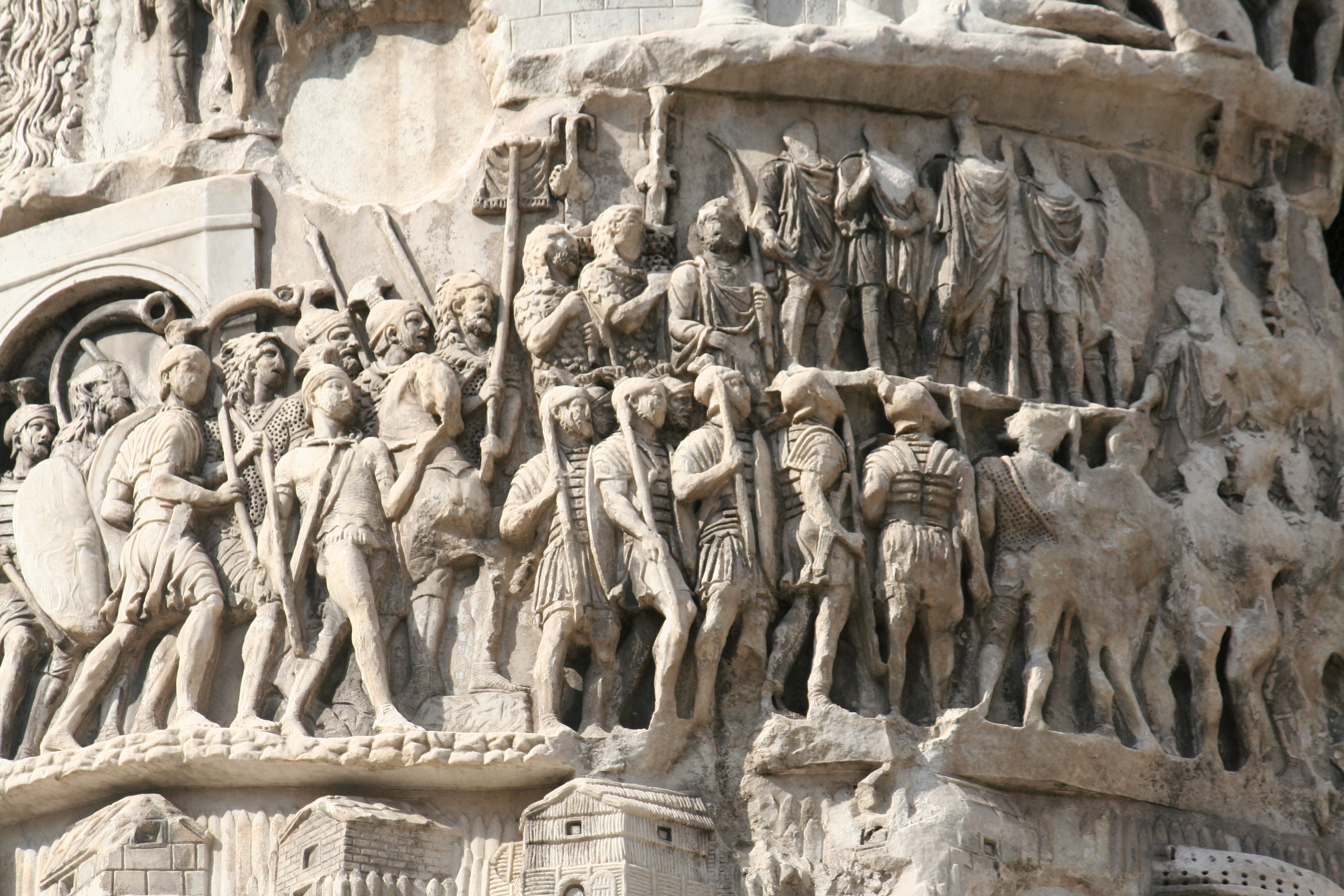
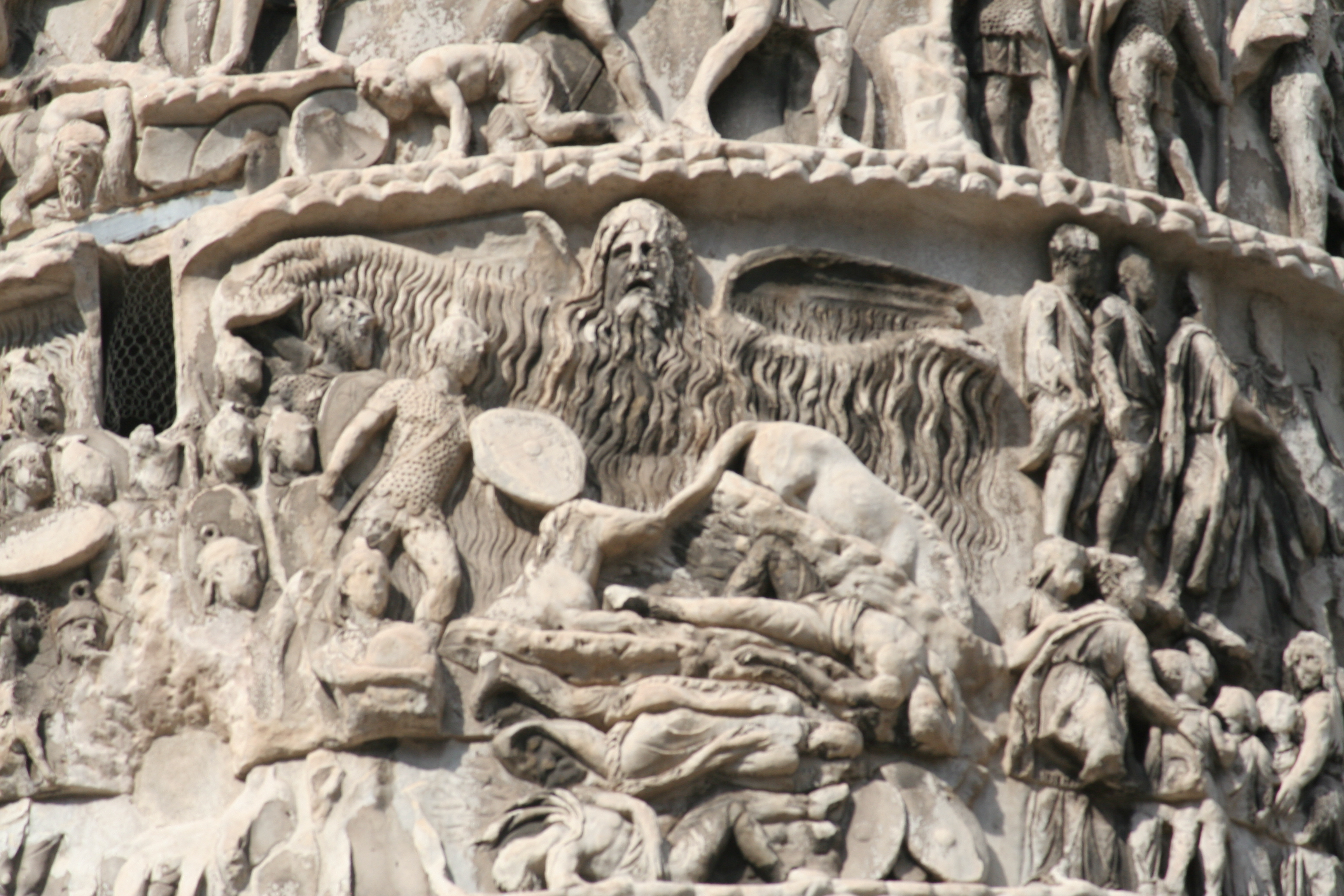

A Marco Aurelio fu inoltre tributato il trionfo nel foro romano nel dicembre del 176 ed a lui dedicata una statua equestre, oggi conservata nei Musei Capitolini a Roma.

Statua equestre di Marco Aurelio
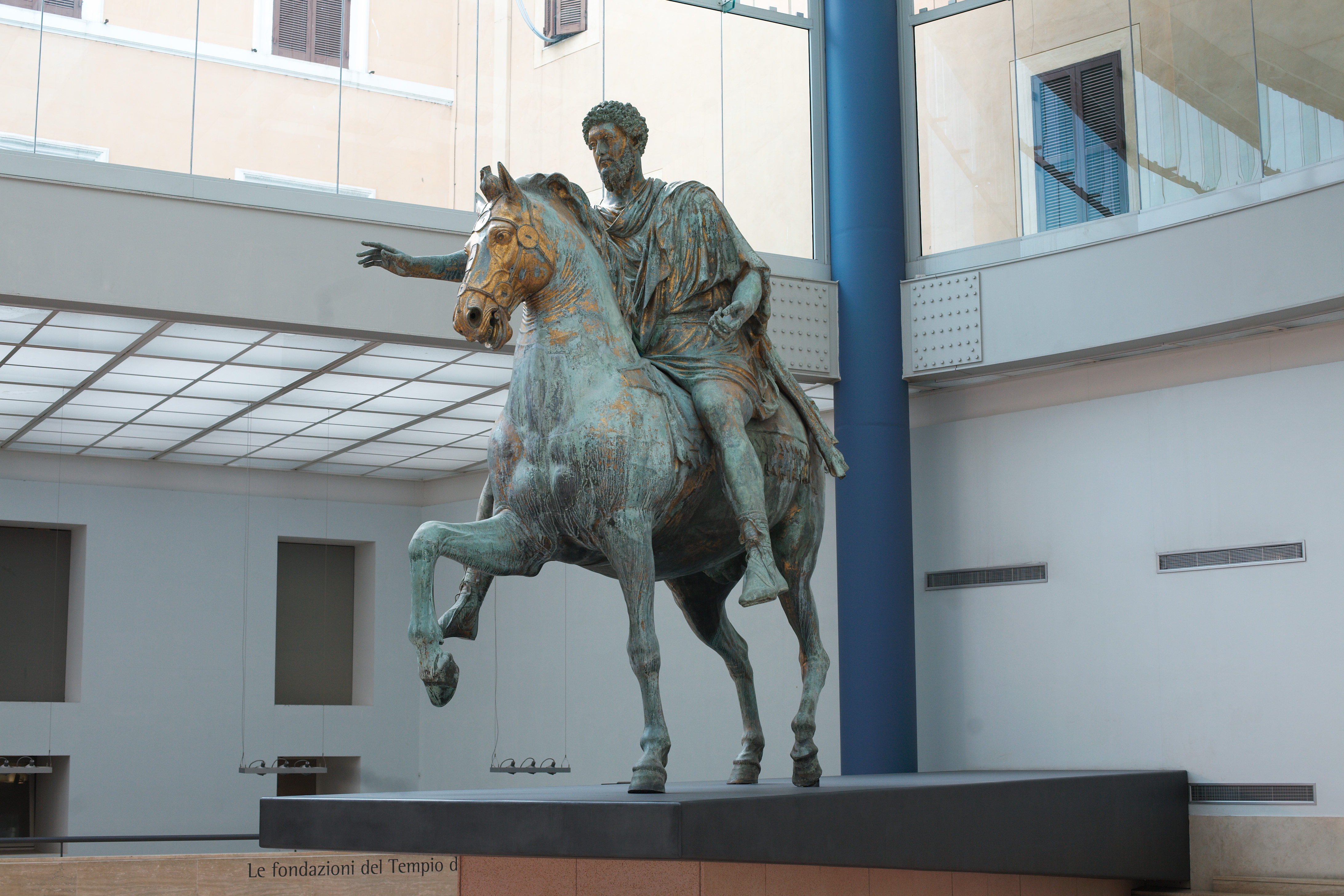
Statua equestre di Marco Aurelio, oggi conservata nei Musei Capitolini a Roma.
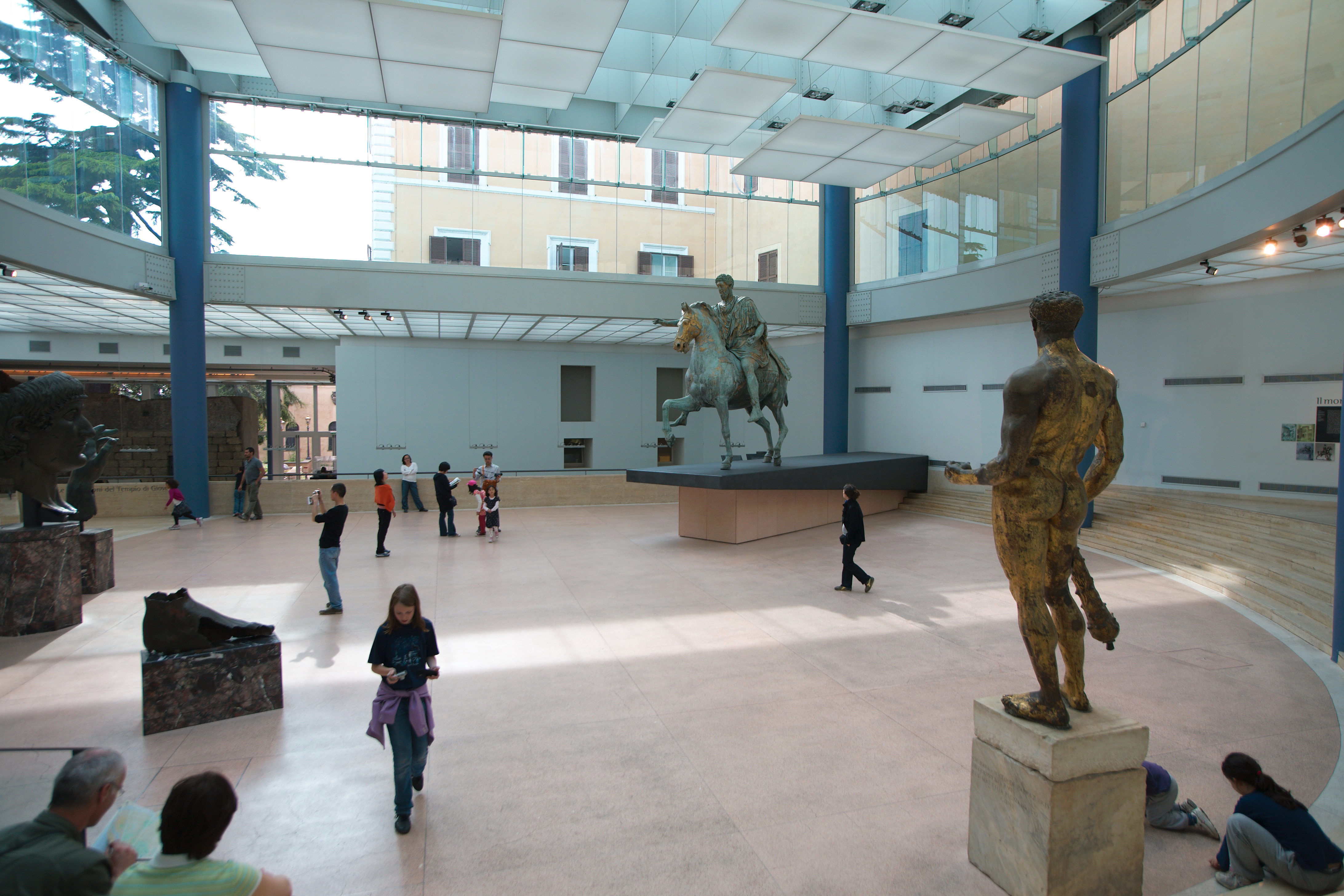
2
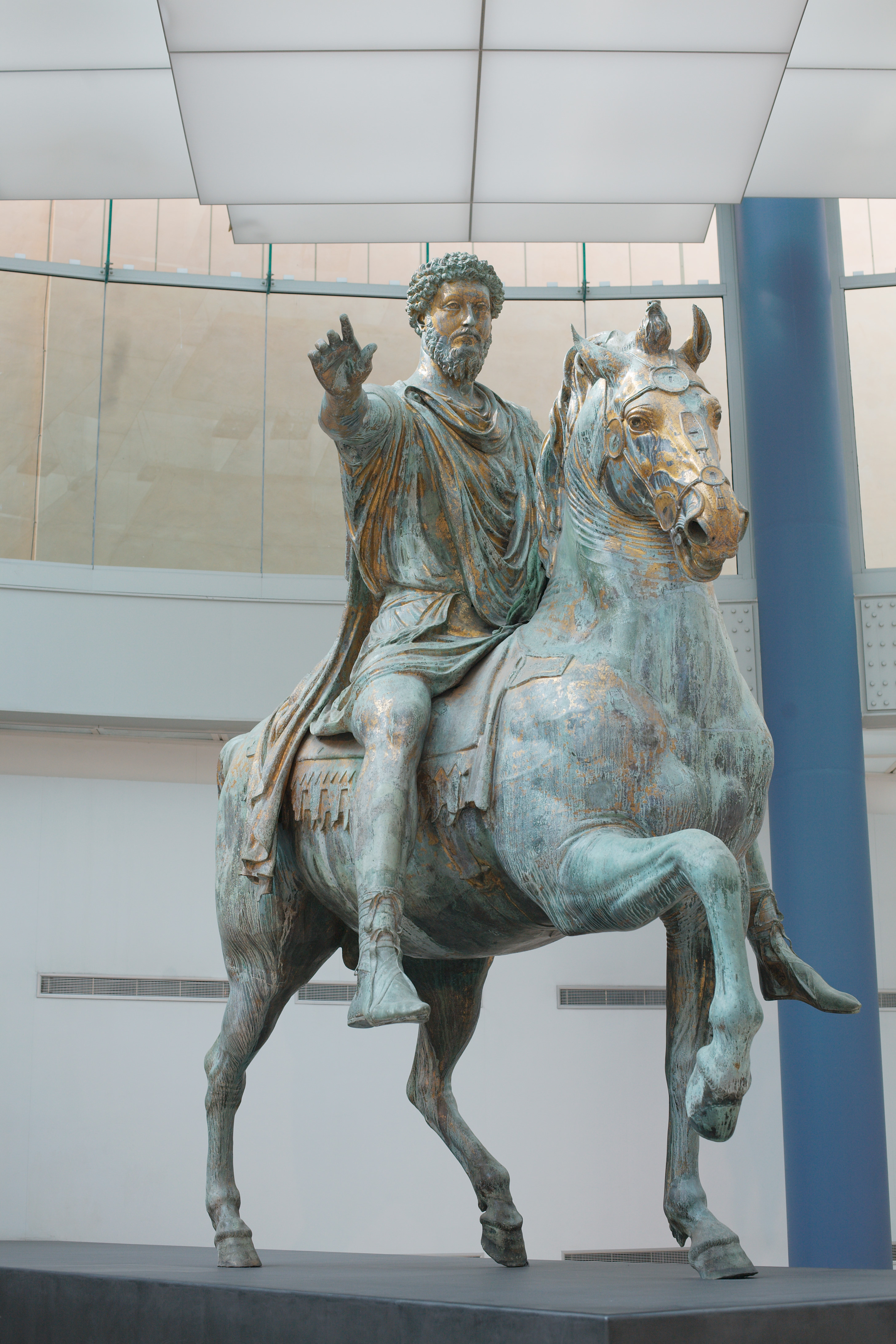
3
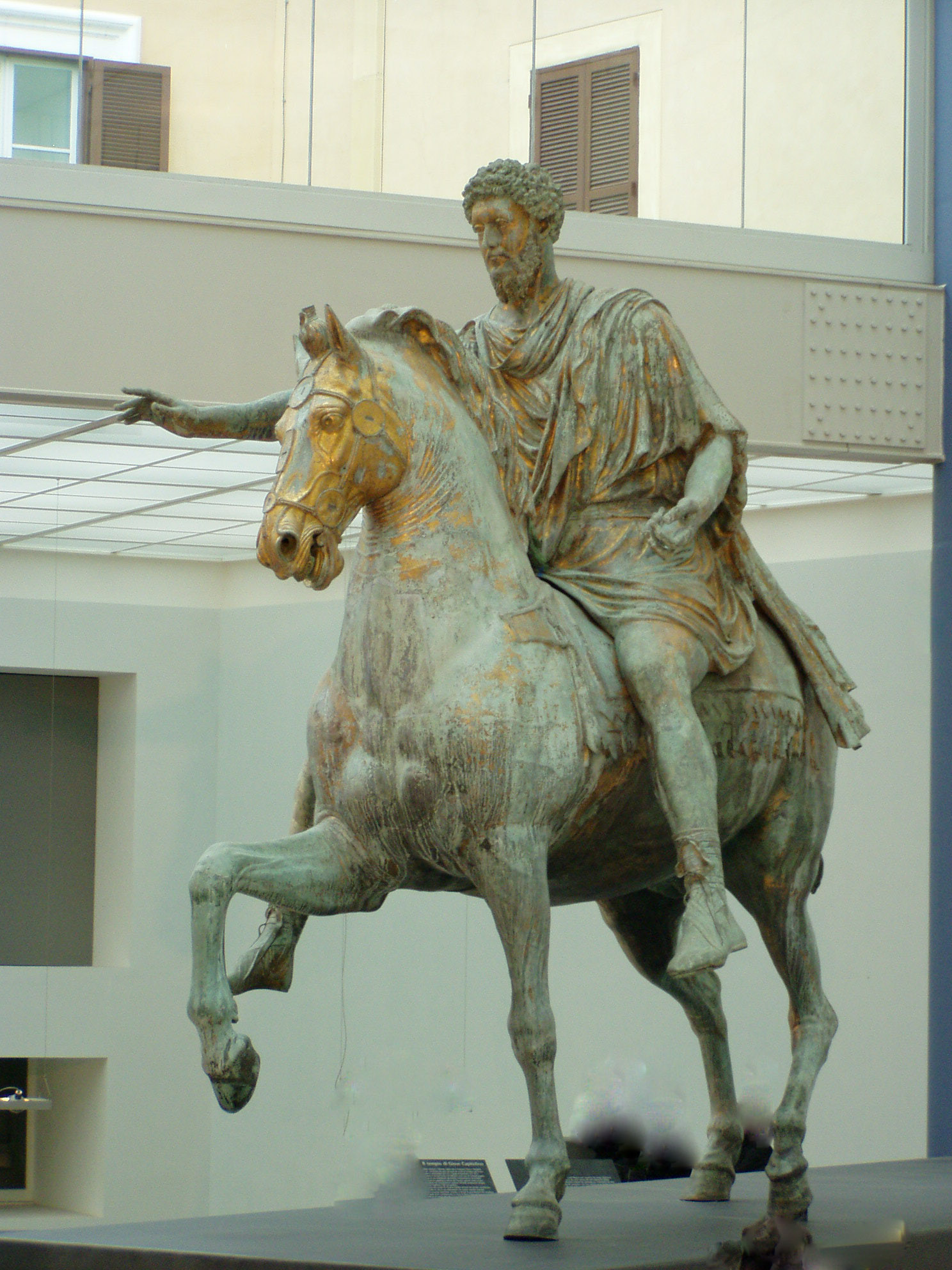
4

La copia in piazza del Campidoglio a Roma.

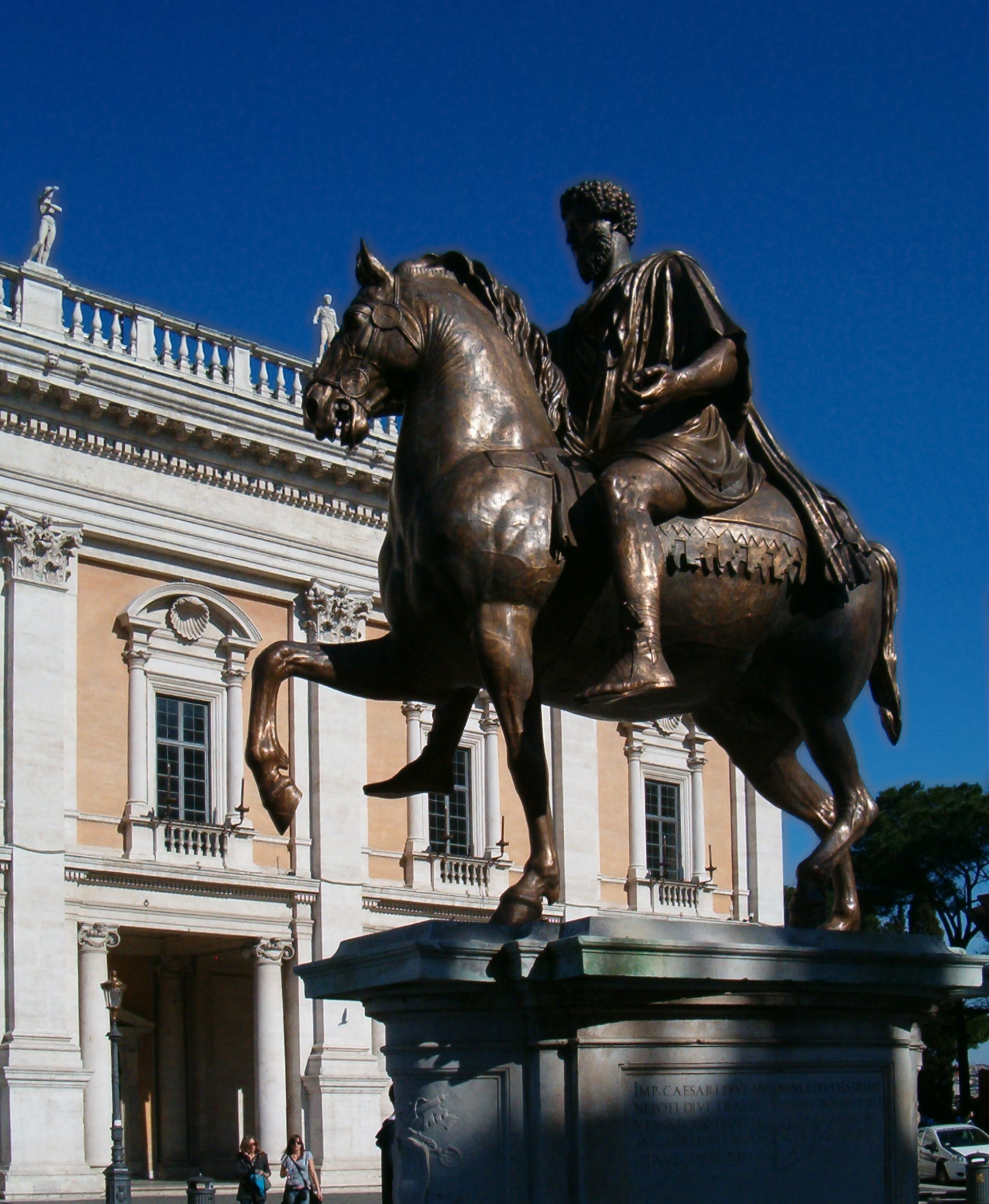
La copia del Marco Aurelio in piazza del Campidoglio
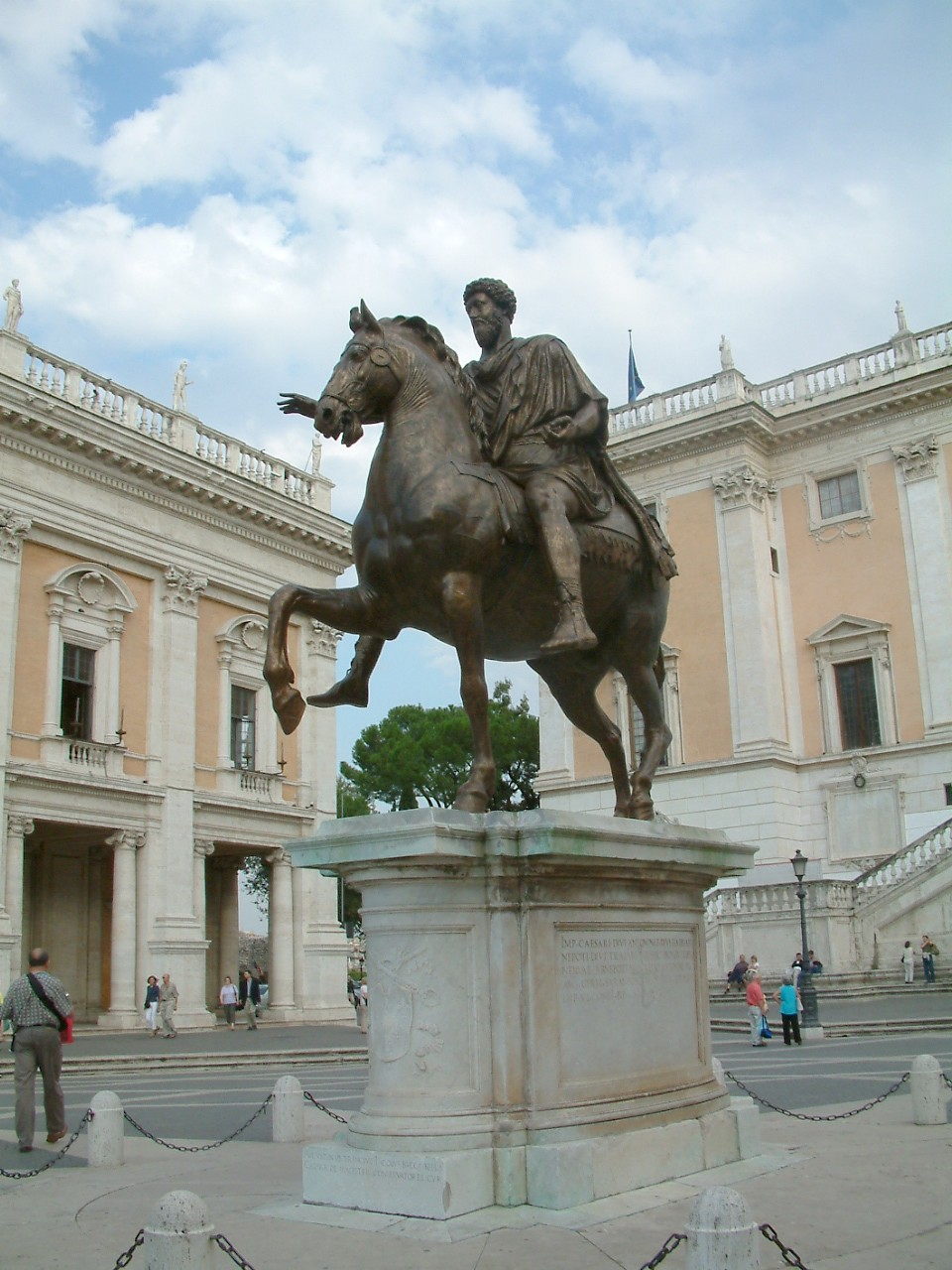
2
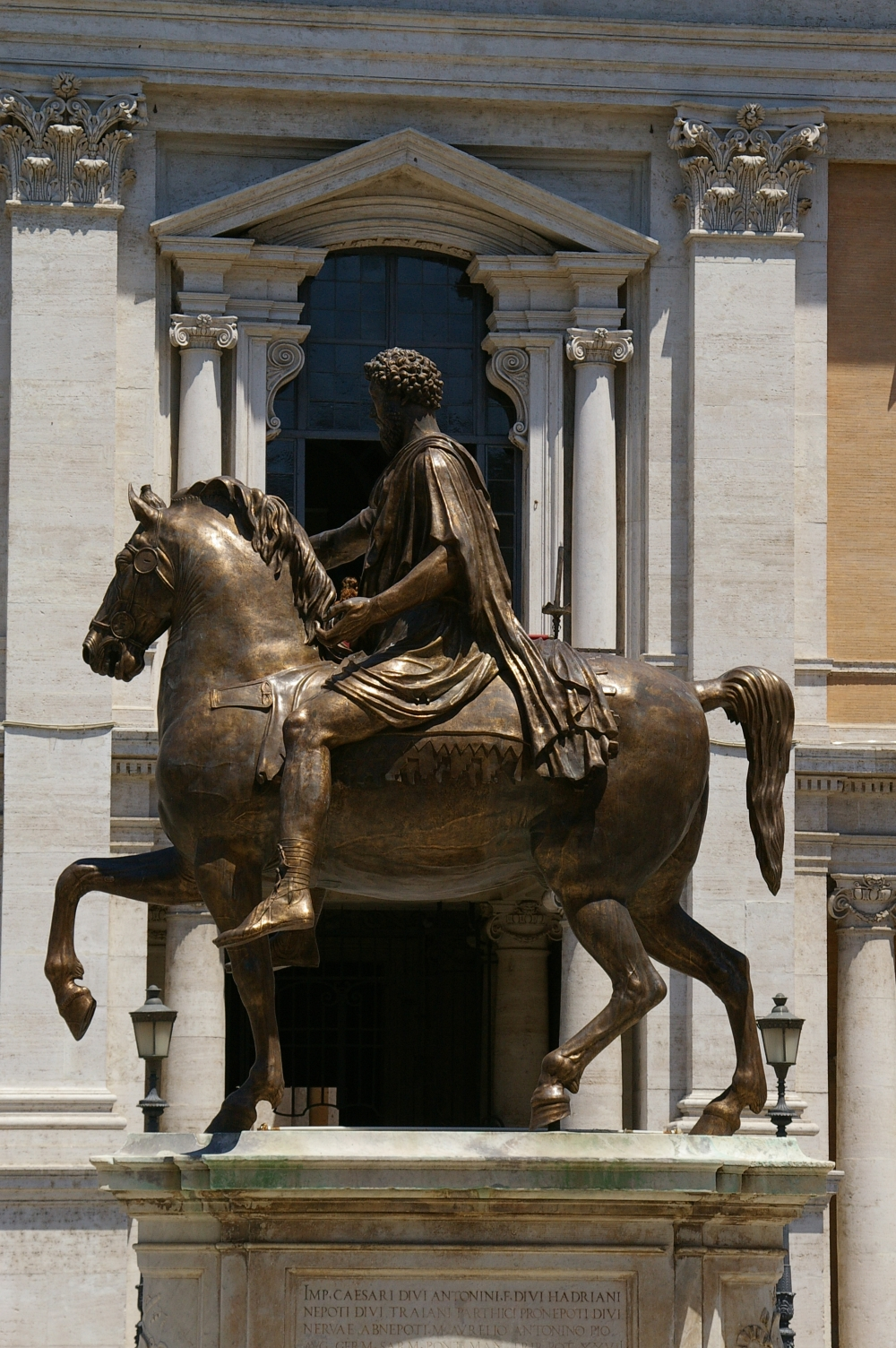
3
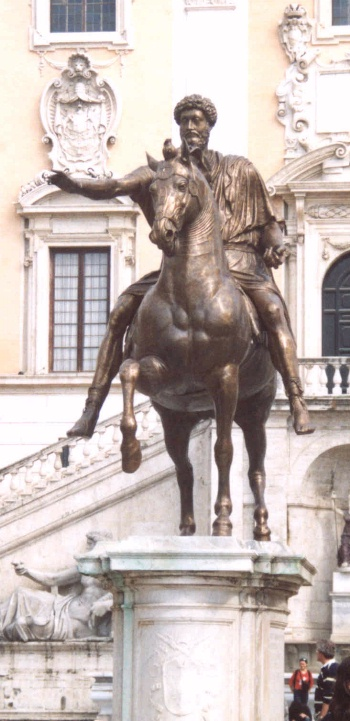
4

Vi è da aggiungere che a noi sono pervenuti un ciclo di dodici rilievi (otto reimpiegati sull'arco di Costantino, tre conservati nel Palazzo dei Conservatori dei Musei Capitolini e un ultimo, scomparso, di cui resta un frammento oggi a Copenaghen). I rilievi furono probabilmente scolpiti in due riprese, tra il 173 ed il 176.
In ogni caso il medesimo soggetto dei 12 pannelli, che raccontano le imprese militari di Marco Aurelio durante le guerre marcomanniche e la presenza fissa, alle spalle dell'imperatore, di un personaggio indicato come il genero e, per un certo periodo, successore in pectore di Marco Aurelio, Tiberio Claudio Pompeiano, farebbe propendere per un'origine comune dei rilievi.

Rilievi da arco di Costantino e Musei Capitolini
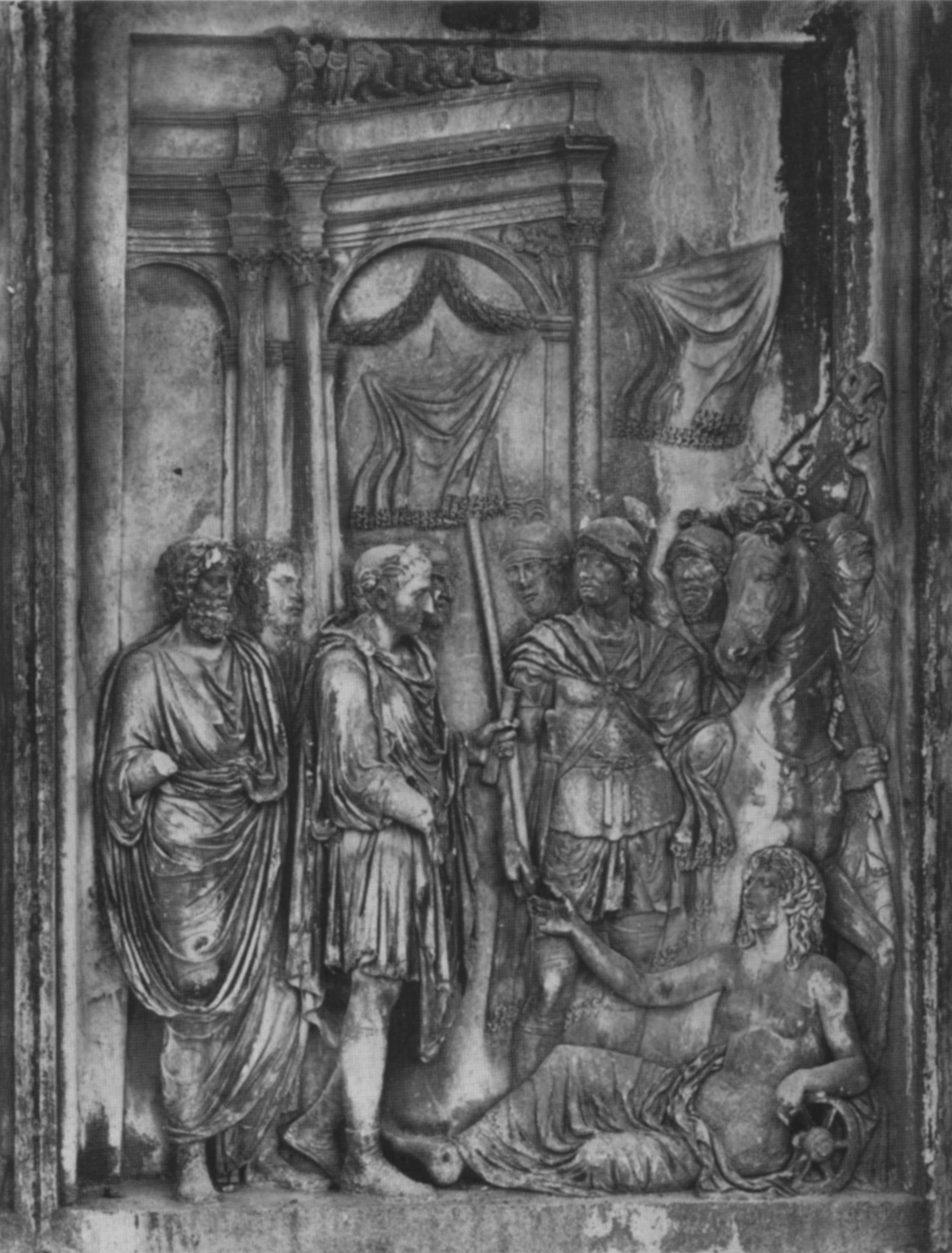
Profectio (Arco di Costantino)
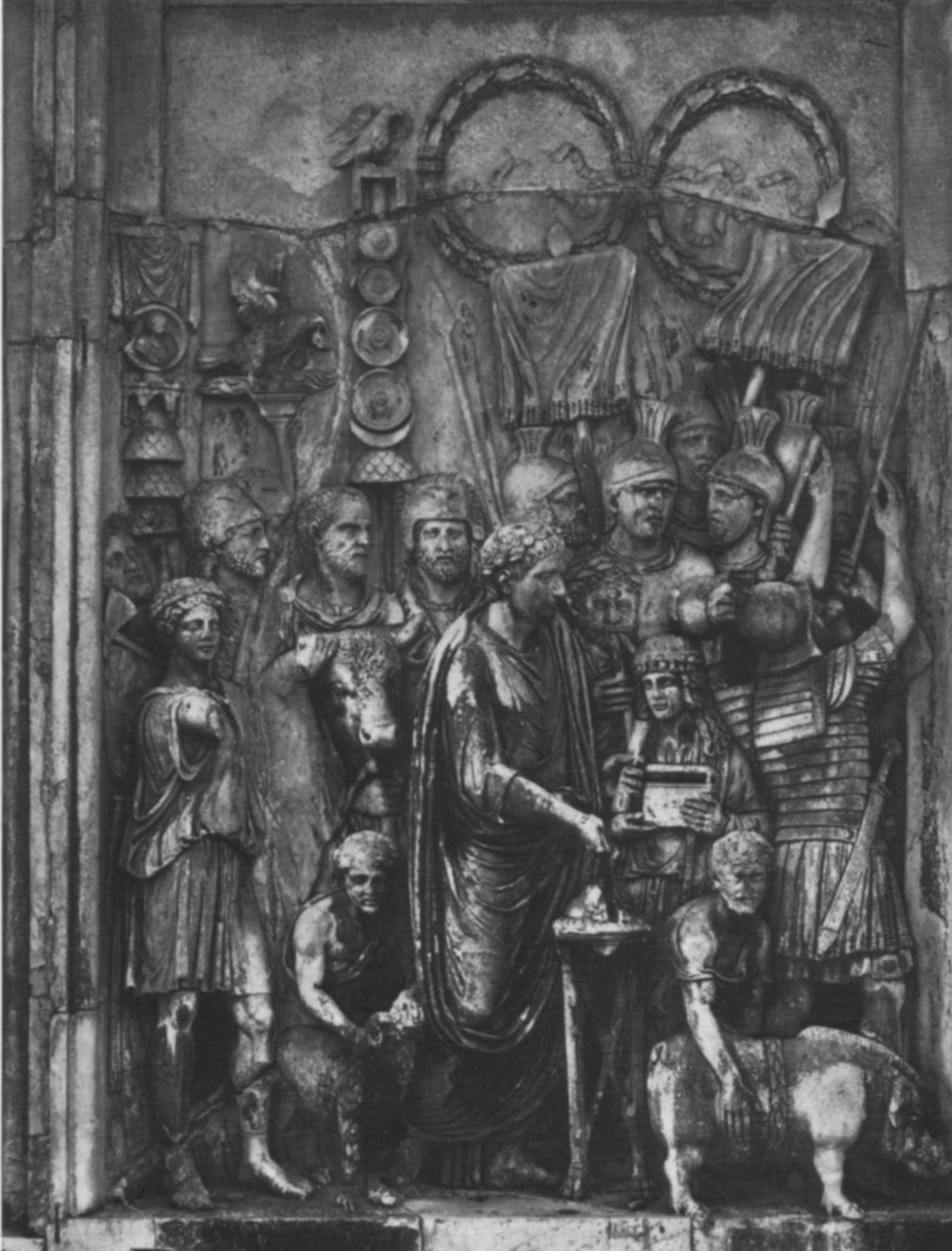
Lustratio (Arco di Costantino)
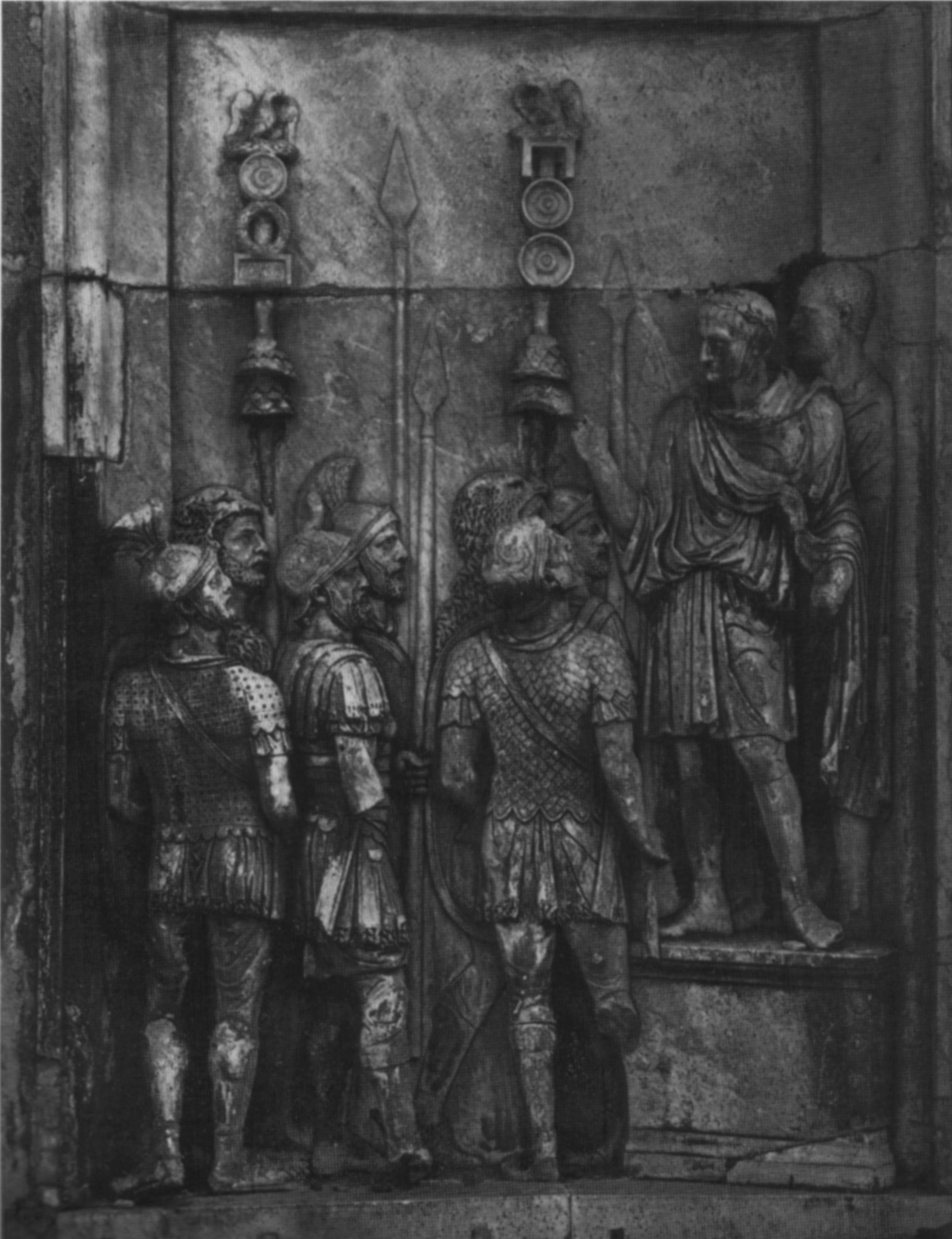
Adlocutio (Arco di Costantino)
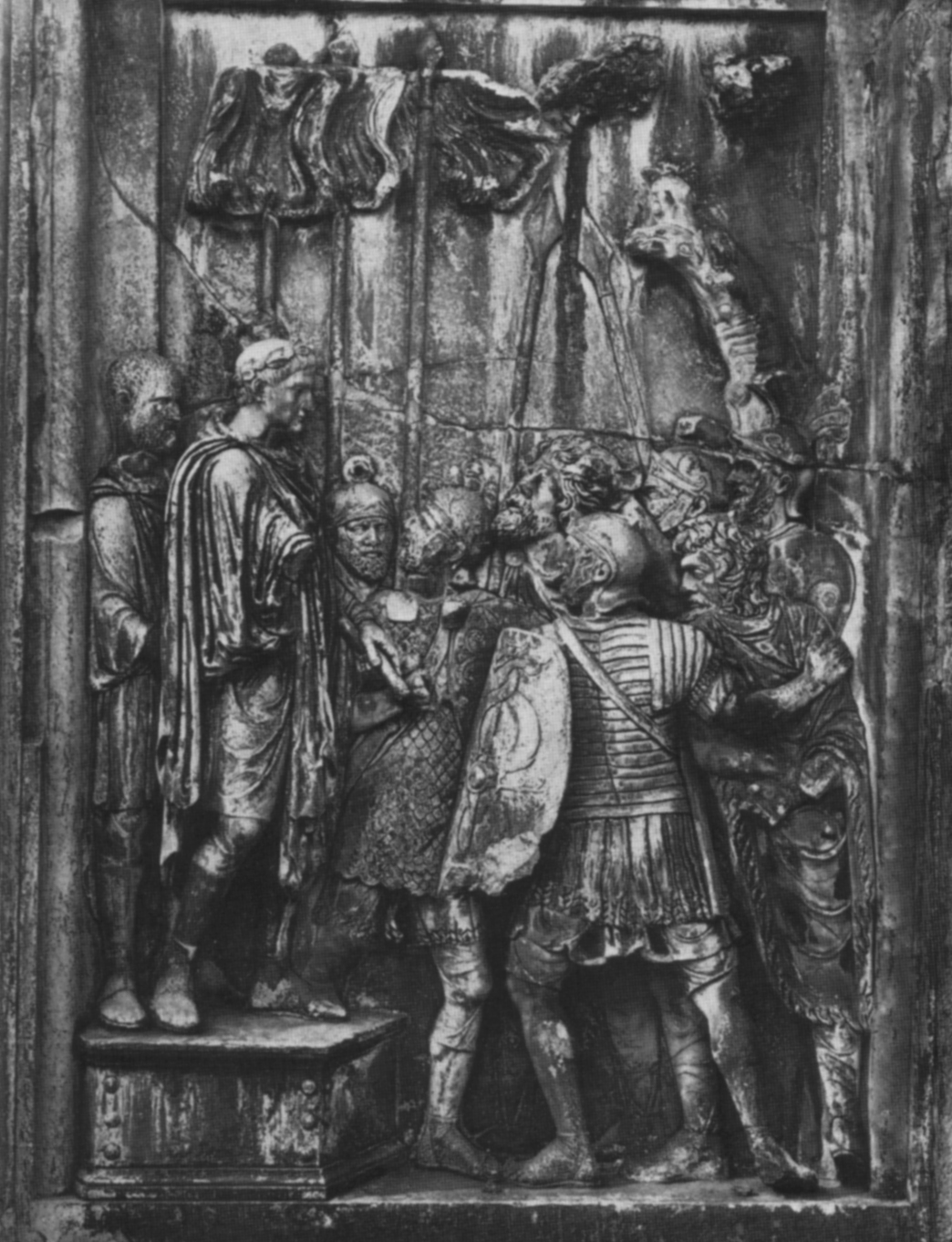
Captivi (Arco di Costantino)

## Conseguenze

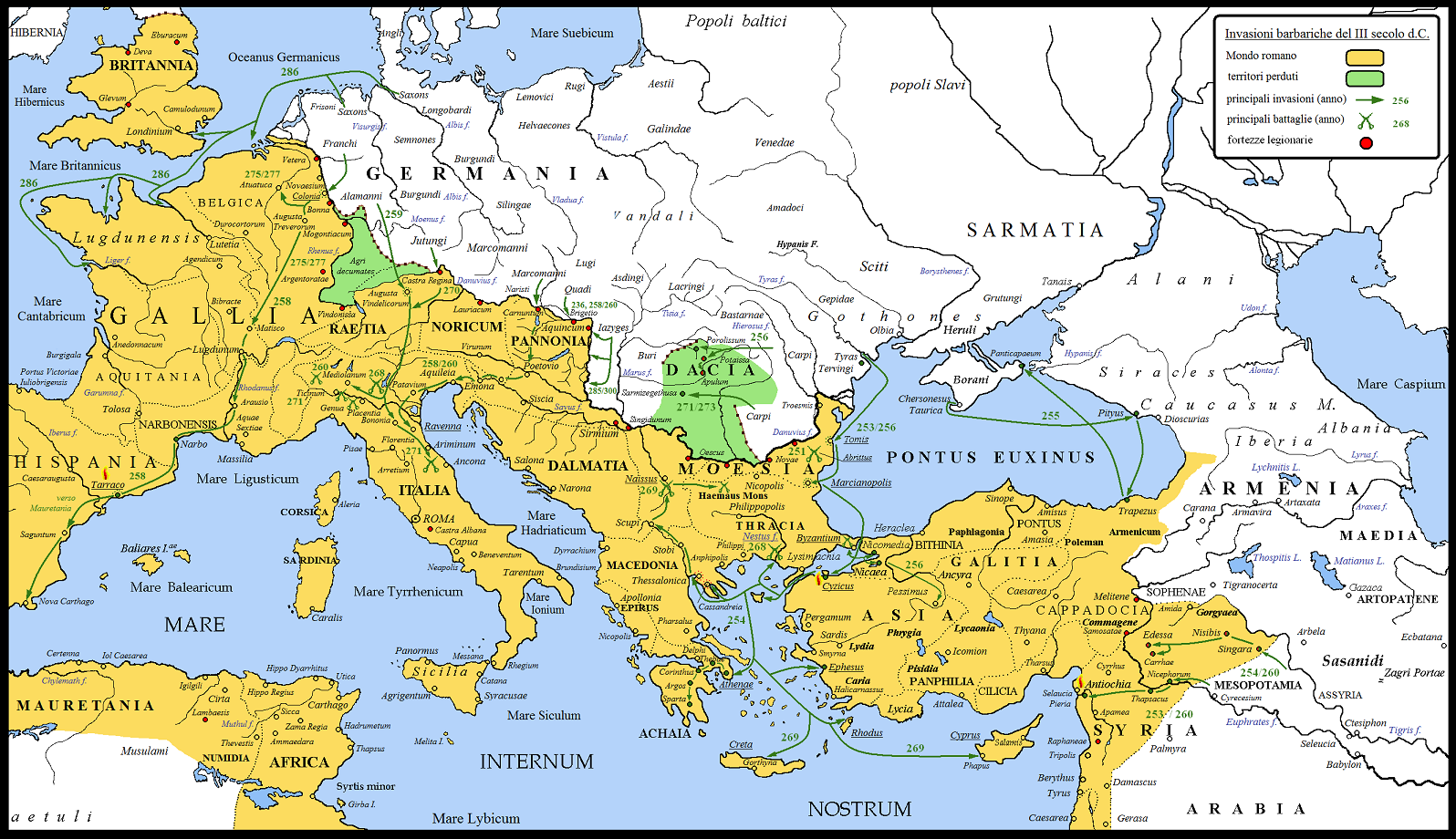
Le principali vie di invasione seguite dalle popolazioni barbariche e rappresentate sulla cartina qui sopra. L'impero romano dovette perdere i territori degli Agri decumates (260 ca.) e la Dacia (256-271).

La frontiera danubiana rimase relativamente tranquilla per circa un trentennio fino a Caracalla, quando nuove minacce per l'Impero romano, sempre da parte di Germani e Sarmati, furono causate principalmente da un cambiamento nella struttura tribale della loro società rispetto ai precedenti secoli: la popolazione, sottoposta all'urto di altri popoli barbarici provenienti dalla Scandinavia e dalle pianure dell'Europa orientale, necessitava di una struttura organizzativa più forte, pena l'estinzione delle tribù più deboli. Da qui la necessità di aggregarsi in federazioni etniche di grandi dimensioni, come quelle di Alemanni, Franchi e Goti, per difendersi da altre bellicose popolazioni barbariche o per meglio aggredire il vicino Impero romano, la cui ricchezza faceva gola. Per altri studiosi, invece, oltre alla pressione delle popolazioni esterne, fu anche il contatto ed il confronto con la civiltà imperiale romana (le sue ricchezze, la sua lingua, le sue armi, la sua organizzazione) a suggerire ai popoli germanici di ristrutturarsi ed organizzarsi in sistemi sociali più robusti e permanenti, in grado di minacciare seriamente l'Impero.
Roma, dal canto suo, ormai dal I secolo d.C. provava ad impedire la penetrazione dei barbari trincerandosi dietro una linea continua di fortificazioni estesa tra il Reno e il Danubio e costruita proprio per contenere la pressione dei popoli germanici..
Nel III secolo, quindi, Roma dovette affrontare numerose scorrerie all'interno dei confini dell'Impero. Tali invasioni erano condotte principalmente per fini di saccheggio e di bottino più che di occupazione vera e propria del territorio. A muoversi, infatti, erano più o meno numerose orde di guerrieri che per lo più lasciavano alle loro spalle, nei territori dove si erano stabiliti immediatamente al di là del Limes, le famiglie e gli accampamenti delle tribù; dopo una o due stagioni di razzie, facevano rientro alle basi, non curandosi di creare colonie stabili nel territorio romano. Non si trattava, quindi, ancora di spostamenti di massa di intere popolazioni come quelli che si sarebbero verificati nei secoli successivi, quando l'irruzione degli Unni nello scacchiere europeo avrebbe indotto molte tribù germaniche a cercare nuove sedi d'insediamento all'interno dell'Impero romano.
Lo sfondamento del limes renano-danubiano fu favorito anche dalla grave crisi interna che travagliava l'Impero romano. Roma, infatti, attraversava un periodo di grande instabilità interna, causata dal continuo alternarsi di imperatori ed usurpatori (la cosiddetta anarchia militare). Le guerre interne non solo consumavano inutilmente importanti risorse negli scontri tra i vari contendenti, ma - cosa ben più grave - finivano proprio per sguarnire le frontiere, facilitando lo sfondamento da parte delle popolazioni barbariche che si trovavano lungo il limes.
Le invasioni del III secolo, secondo tradizione, ebbero inizio con la prima incursione condotta della confederazione germanica degli Alemanni nel 212 sotto l'imperatore Caracalla e terminarono nel 305 al tempo dell'abdicazione di Diocleziano a vantaggio del nuovo sistema tetrarchico.
Fu grazie anche alla successiva divisione, interna e provvisoria, dello Stato romano in tre parti (ad occidente l'impero delle Gallie, al centro Italia, Illirico e province africane, ad oriente il Regno di Palmira) che l'Impero riuscì a salvarsi da un definitivo tracollo e smembramento. Ma fu solo dopo la morte di Gallieno (268), che un gruppo di imperatori-soldati di origine illirica (Claudio il Gotico, Aureliano e Marco Aurelio Probo) riuscì infine a riunificare l'Impero in un unico blocco, anche se le guerre civili che si erano susseguite per circa un cinquantennio e le invasioni barbariche avevano costretto i Romani a rinunciare sia alla regione degli Agri decumates (lasciata agli Alemanni nel 260 circa), sia alla provincia della Dacia (256-271), sottoposta alle incursioni dei Carpi, dei Goti Tervingi e dei Sarmati Iazigi.